# Gestel (Morbihan)
Pour les articles homonymes, voir Gestel.
Gestel [ʒɛstɛl] est une commune française, membre de la communauté d'agglomération Lorient Agglomération, située dans le département du Morbihan en région Bretagne.
Historiquement village rural du Vannetais et du Kemenet-Héboé, Gestel devient commune en 1790. Après avoir subi de nombreuses destructions lors de la Seconde Guerre mondiale, la commune se reconstruit puis se développe du fait de la proximité de la ville de Lorient.
Gestel est jumelée avec Waterville en Irlande.

## Toponymie
Attestée sous les formes Istel en 1382, Jestell en 1387, Yestell en 1416,.
En breton, le nom de la commune s'écrit Yestael, prononcé [eʃtœl] par les locaux.
Les noms, français et breton, de la commune, Gestel et Yestael, n'ont pas une origine certaine, Gestel peut venir du breton guestel ou guerved (gîte des cerfs), et Yestael du breton iost-hael (juste et noble).

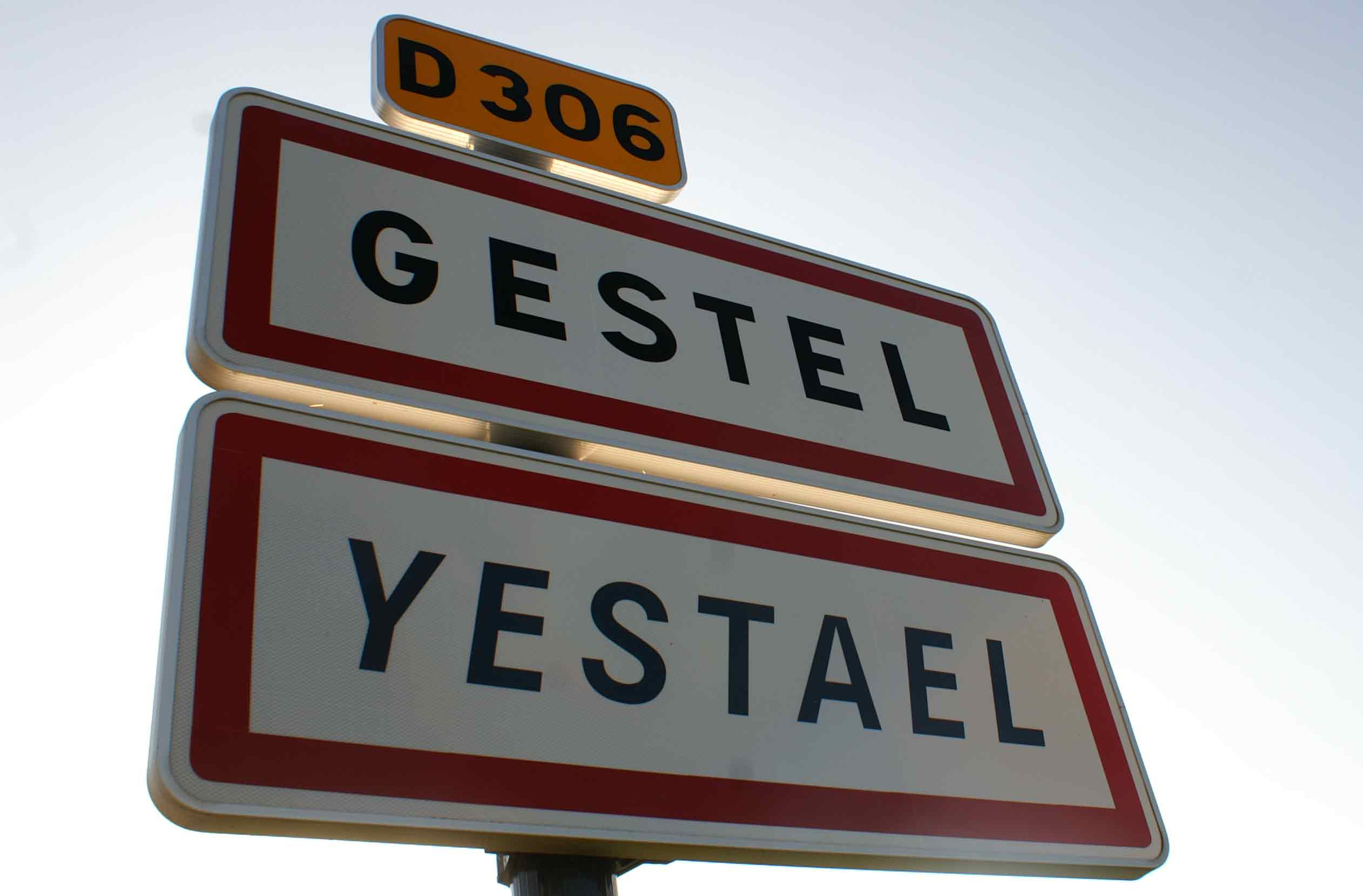
Panneau bilingue français-breton.

Sur la commune de Gestel, comme sur les autres communes de Lorient Agglomération et plus généralement du Morbihan et de la Bretagne, les nouveaux panneaux de signalisation routière, notamment de ville et de directions, comportent régulièrement des indications bilingues associant les toponymes français et breton.

## Géographie

### Situation
Commune bretonne, située à moins de 10 kilomètres de la mer, sur la zone arrière du littoral atlantique de la côte sud de la Bretagne, Gestel est morbihannaise, mais son territoire est frontalier du Finistère. La mairie de Lorient, ville centre de Lorient Agglomération, est à 9 km et la plage la plus proche à 10 km sur la commune de Guidel.
Les centres bourg des communes limitrophes sont Quéven à 3 km, Guidel à 3,2 km, Pont-Scorff à 4,8 km, et Rédené à 6,4 km, seule de ces communes à être située dans le département du Finistère.

### Relief et hydrographie

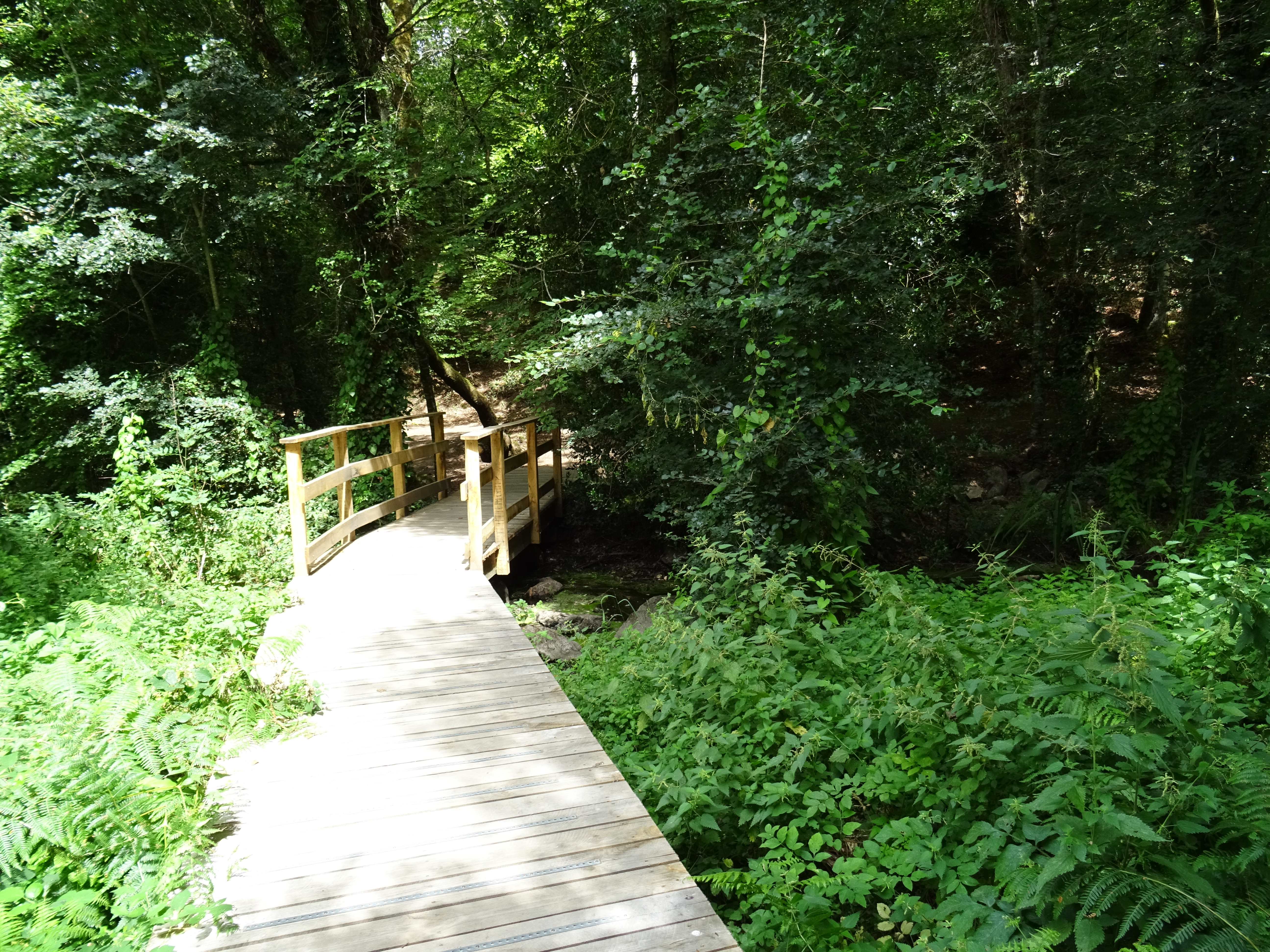
Sentier piétonnier dans la vallée du Ruisseau du Moulin de Kerrousseau (non loin du château du Lain).

Commune de petite superficie, Gestel est constitué pour l'essentiel d'un plateau situé vers une cinquantaine de mètres d'altitude, les points les plus élevés du finage communal ne dépassant pas 66 mètres d'altitude près du dolmen de Lonch Torrigan et 65 mètres au niveau du château d'eau. Le territoire communal est limité au nord-est par le Scave, affluent de rive droite du Scorff, dont le cours a été aménagé en un étang longiligne (l'étang du Verger) et qui sépare Gestel de Pont-Scorff ; deux affluents de rive droite du Scave, le Ruisseau du Pont er Ber à l'ouest (il sépare Gestel de la partie nord de Guidel) et le Ruisseau du Moulin de Kerrousseau à l'est (il sépare Gestel de Quéven) servent aussi de limites communales, de même que le Ruisseau du Saut du Renard, affluent de rive gauche de la Saudraye (un minuscule fleuve côtier qui alimente la réserve naturelle des étangs du Loch en Guidel), qui, au sud, sert aussi de limite avec la partie sud de Guidel) ; ces vallées sont peu encaissées par rapport au plateau dans leurs parties amont, sauf celle du Scave et la partie aval de la vallée du Moulin de Kerrousseau qui le sont un peu plus (de 25 mètres environ), le point le plus bas du territoire commnal se trouvant à la confluence de ces deux cours d'eau vers 13 mètres d'altitude.

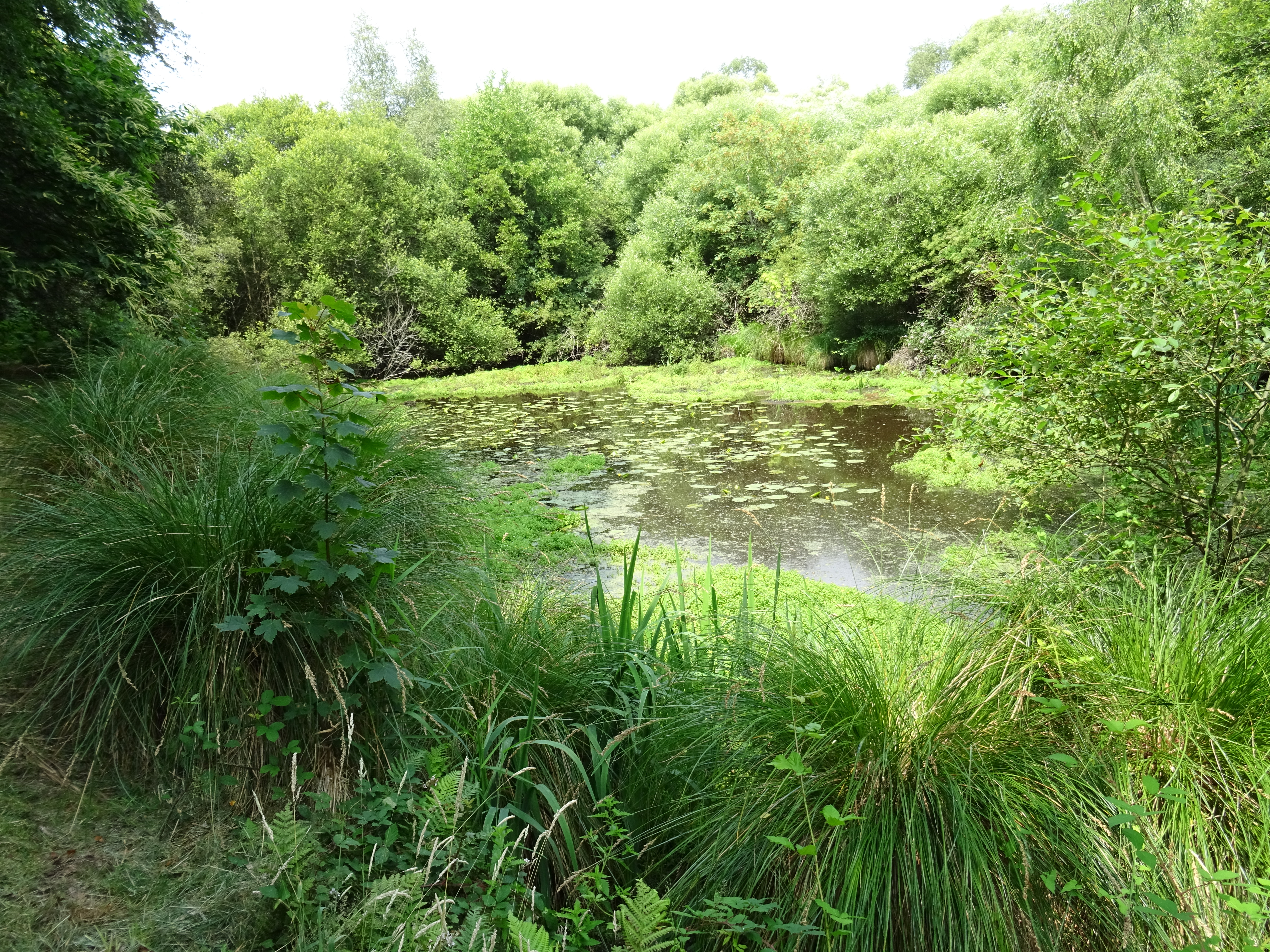
L'étang du Verger sur le Scave (limite entre Gestel et Pont-Scorff).
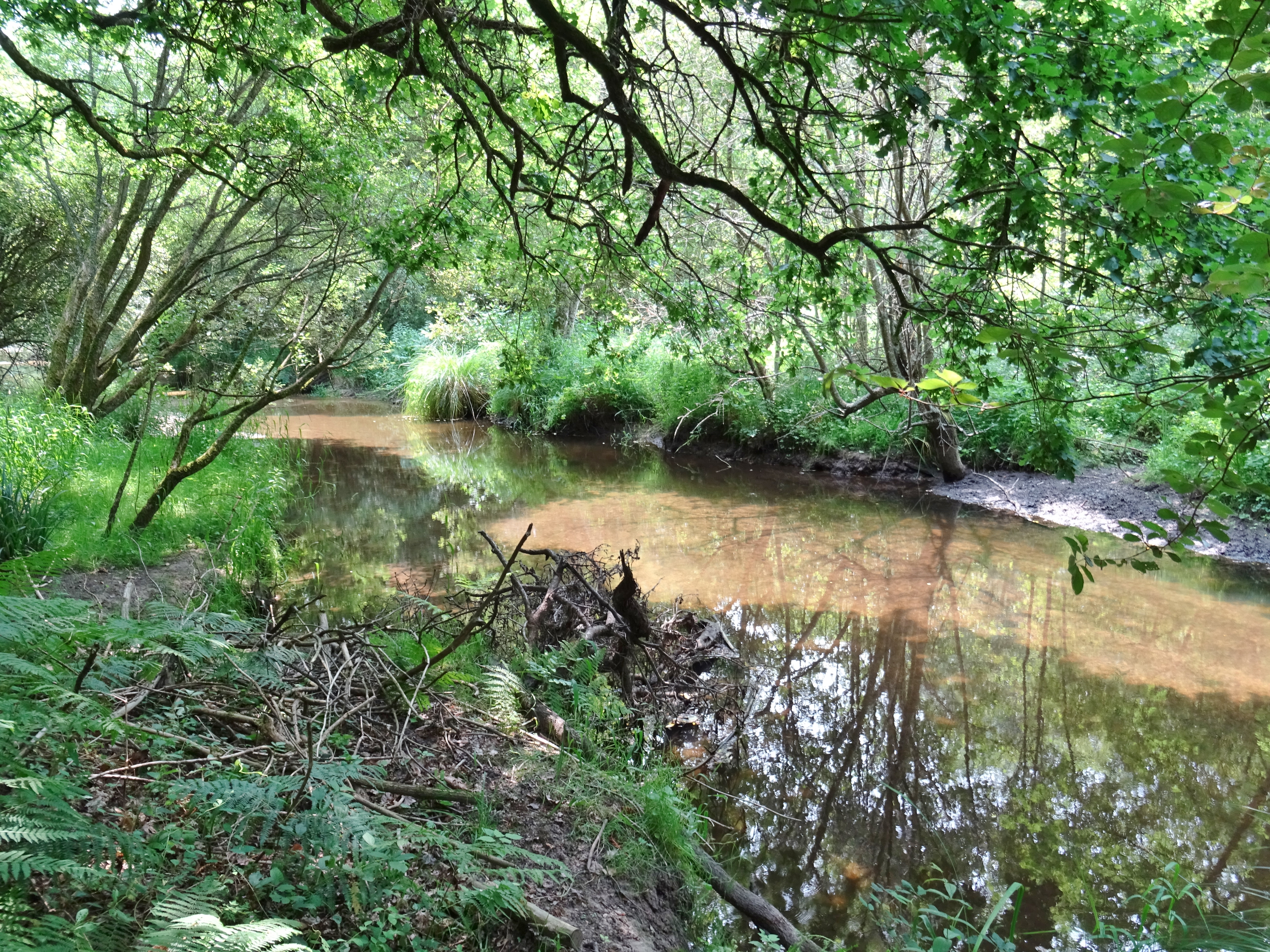
L'étang du Verger sur le Scave (limite entre Gestel et Pont-Scorff).
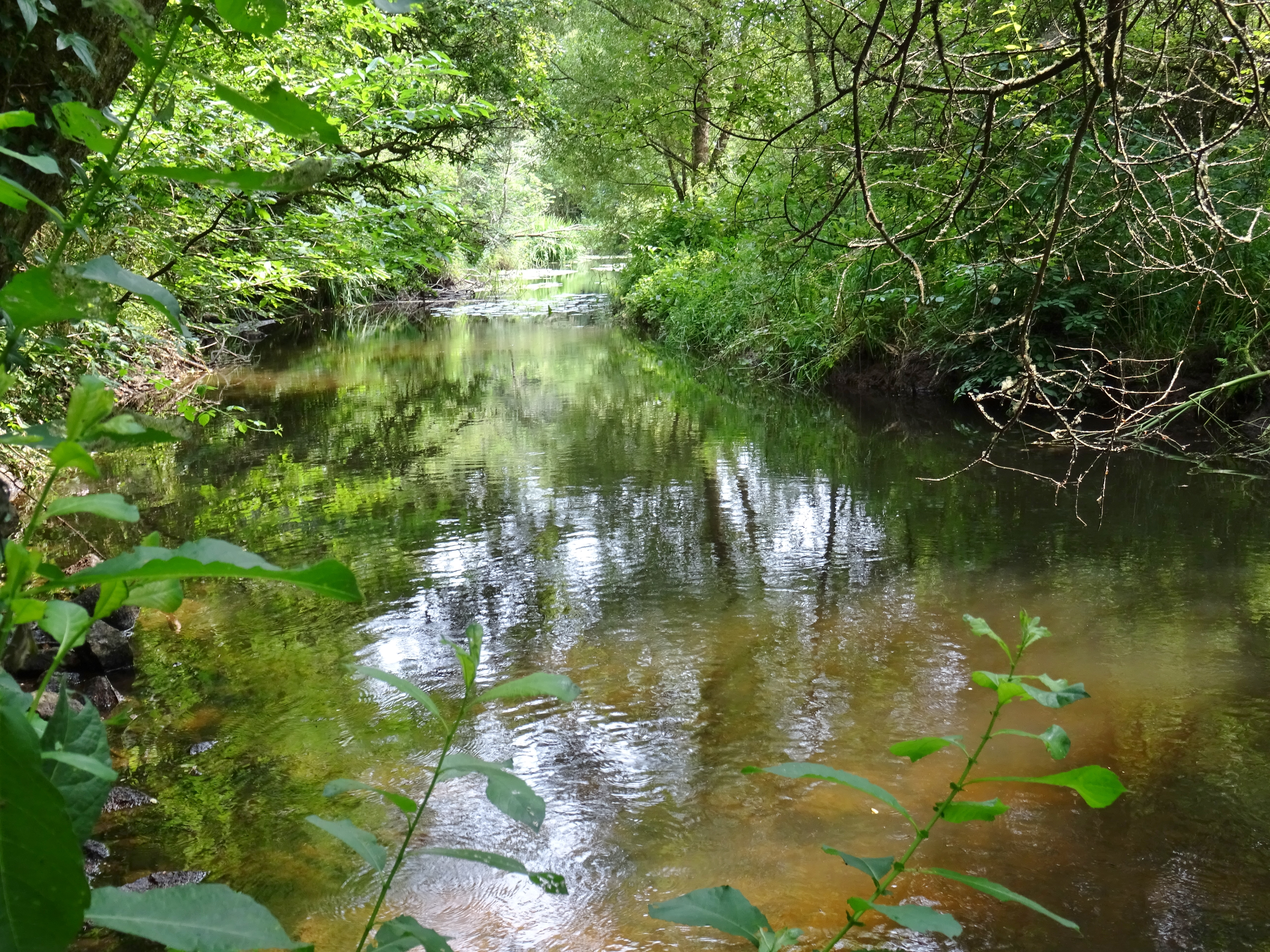
L'étang du Verger sur le Scave (limite entre Gestel et Pont-Scorff).
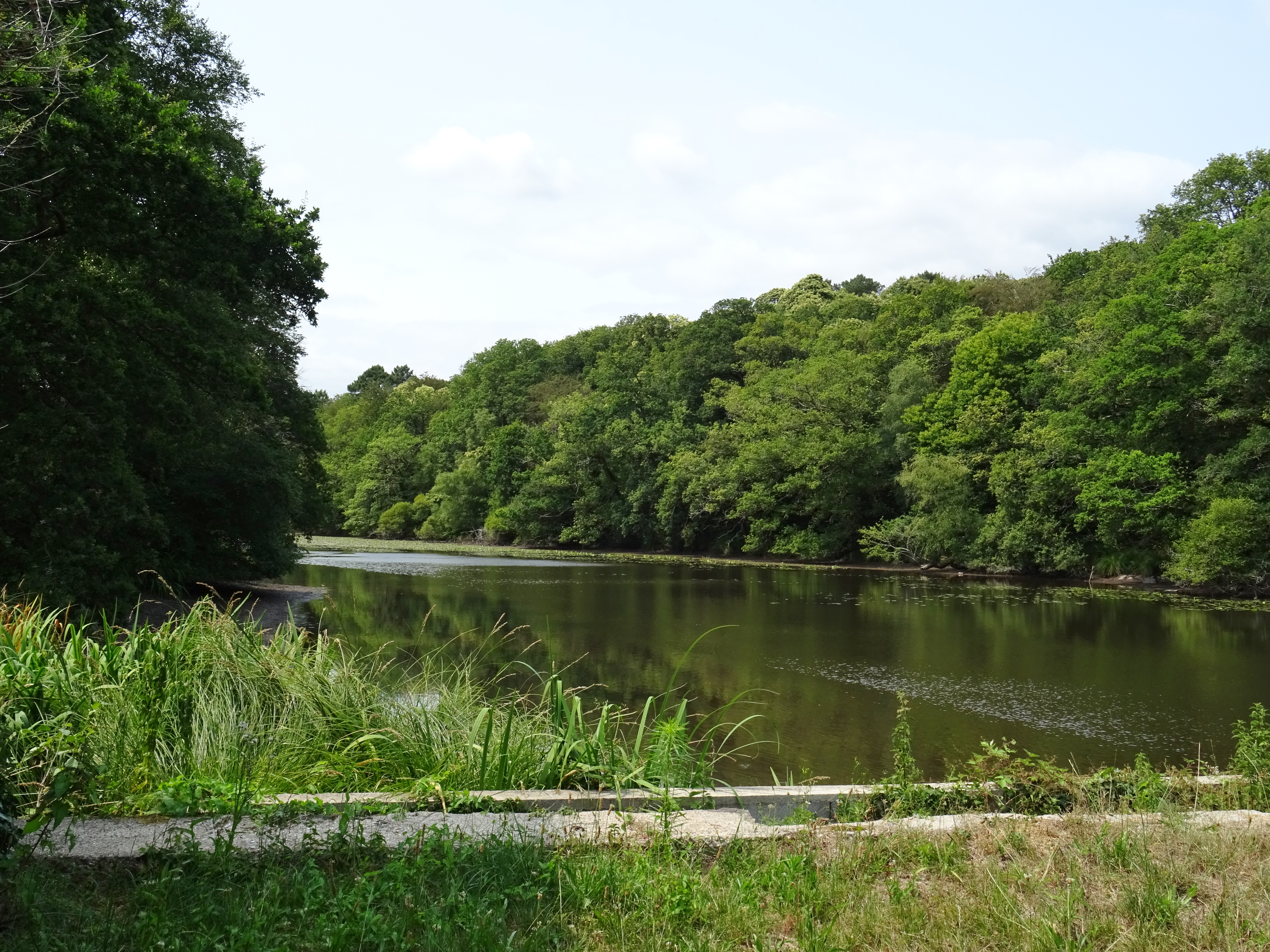
L'étang du Verger sur le Scave vu du pont du Moulin Neuf.

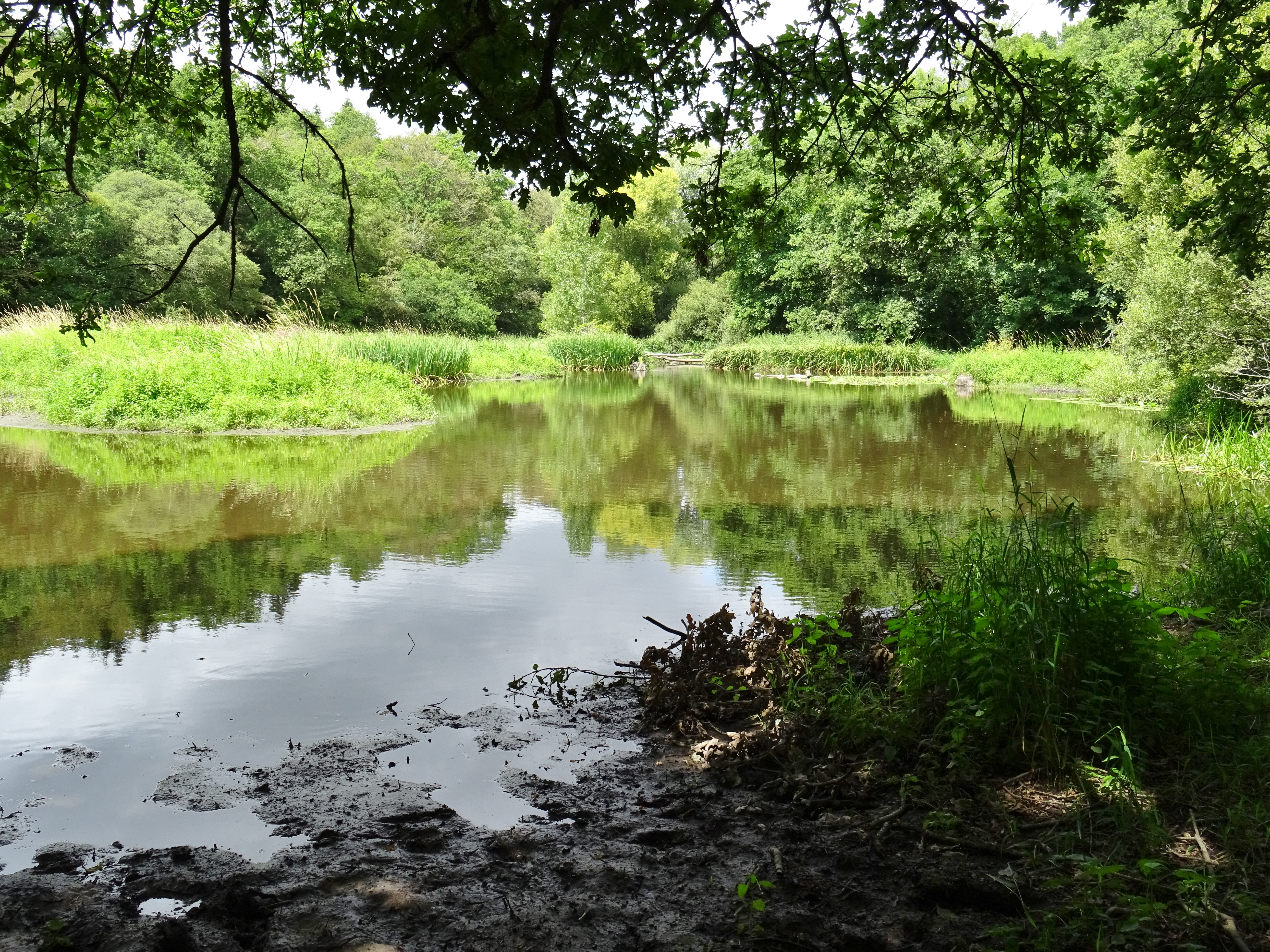
L'étang de Kerrousseau, sur le Ruisseau du Moulin de Kerrousseau (limite communale entre Quéven et Gestel).

### Hydrographie
Pour un article plus général, voir Réseau hydrographique du Morbihan.
La commune est située dans le bassin Loire-Bretagne. Elle est drainée par le Scaff, le ruisseau toul-douar et divers autres petits cours d'eau,.
Le Scaff, d'une longueur de 14 km, prend sa source dans la commune de Arzano et se jette  dans le Scorff à Quéven, après avoir traversé six communes. 

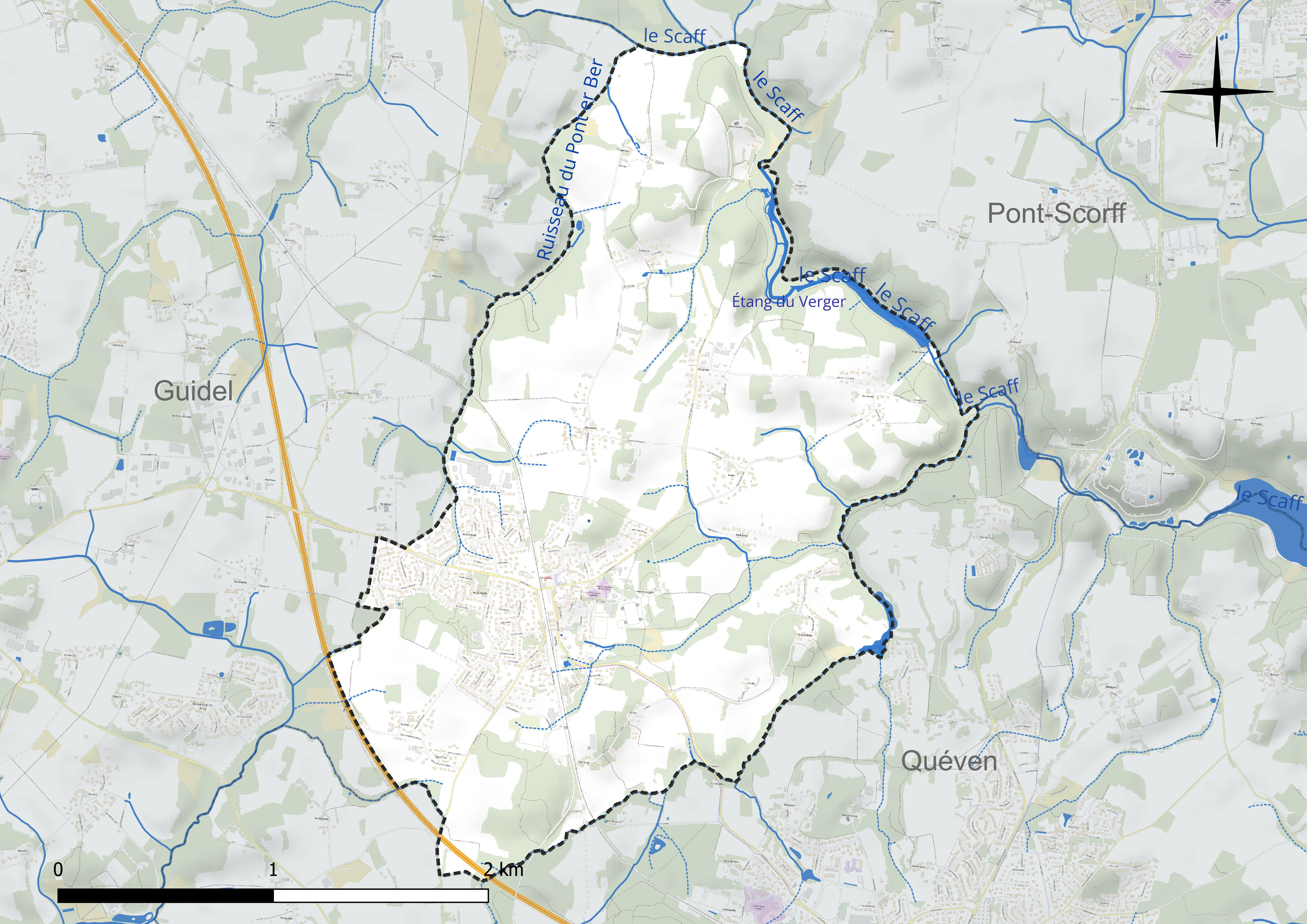
Réseau hydrographique de Gestel.

Un plan d'eau complète le réseau hydrographique : l'étang du Verger, d'une superficie totale de 4,2 ha (4,19 ha sur la commune),.

### Climat
Pour des articles plus généraux, voir Climat de la Bretagne et Climat du Morbihan.
En 2010, le climat de la commune est de type climat océanique franc, selon une étude du CNRS s'appuyant sur une série de données couvrant la période 1971-2000. En 2020, Météo-France publie une typologie des climats de la France métropolitaine dans laquelle la commune est exposée à un climat océanique et est dans la région climatique  Bretagne orientale et méridionale, Pays nantais, Vendée, caractérisée par une faible pluviométrie en été et une bonne insolation. Parallèlement l'observatoire de l'environnement en Bretagne publie en 2020 un zonage climatique de la région Bretagne, s'appuyant sur des données de Météo-France de 2009. La commune est, selon ce zonage, dans la zone « Intérieur », exposée à un climat médian, à dominante océanique.
Pour la période 1971-2000, la température annuelle moyenne est de 11,8 °C, avec une amplitude thermique annuelle de 11,3 °C. Le cumul annuel moyen de précipitations est de 964 mm, avec 14,5 jours de précipitations en janvier et 7,3 jours en juillet. Pour la période 1991-2020, la température moyenne annuelle observée sur la station météorologique la plus proche, située sur la commune de Quéven à 3 km à vol d'oiseau, est de 12,2 °C et le cumul annuel moyen de précipitations est de 943,3 mm,. Pour l'avenir, les paramètres climatiques de la commune estimés pour 2050 selon différents scénarios d’émission de gaz à effet de serre sont consultables sur un site dédié publié par Météo-France en novembre 2022.

### Paysage et habitat
Le paysage rural traditionnel est celui du bocage avec un habitat dispersé. Caractéristique du paysage rural breton, de nombreux villages parsèment le territoire : Kerguestenen, Kerlarmet, Kerlec, Kergornet, Kerharnio, Loquion, Moustoiric, Moustoirflamme...
Mais l'aspect de la commune a été considérablement modifié depuis les Trente Glorieuses en raison de la périurbanisation survenue en raison de la proximité de Lorient.

### Transports
La ligne ferroviaire venant de Rennes (ou Nantes) à destination de Quimper (connue initialement sous le nom de Ligne de Savenay à Landerneau) traverse Gestel en plein bourg (passage à niveau). La commune dispose d'une gare desservie par des TER principalement à destination de Lorient.

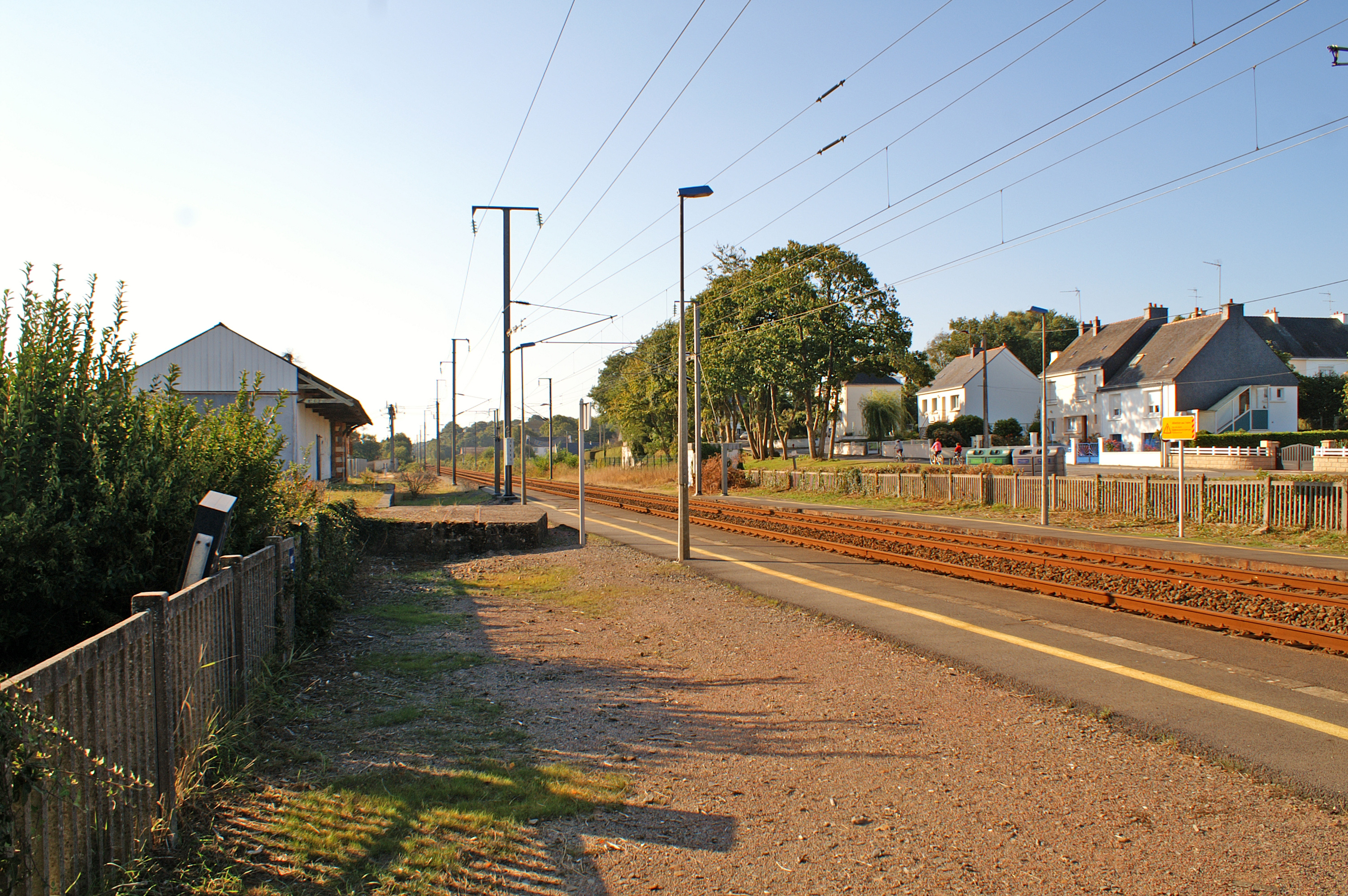
La gare de Gestel, direction Lorient.
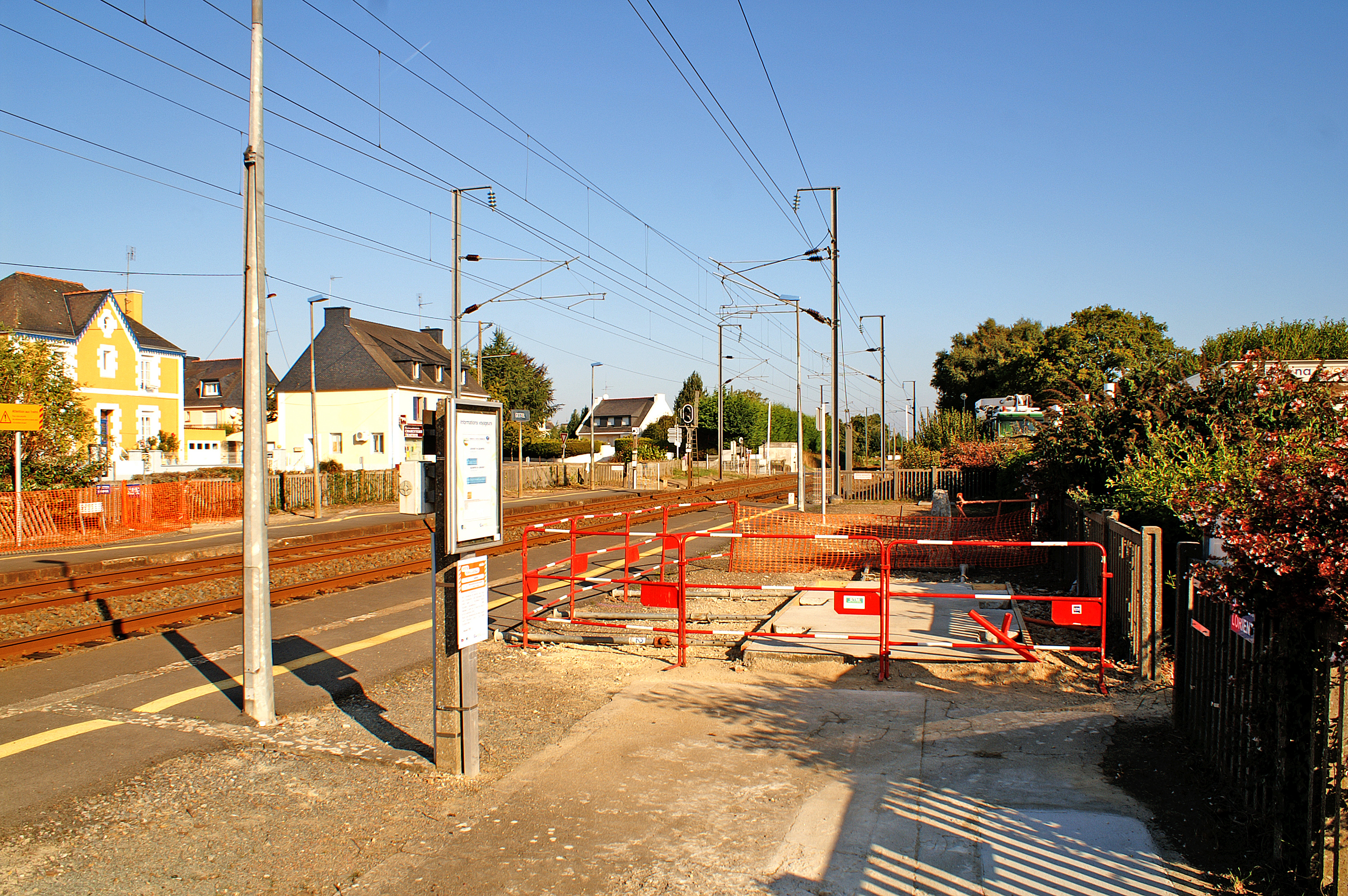
La gare de Gestel, direction Quimper.

La voie express RN 165 longe la commune à sa limite sud ; Gestel est desservi par l'échangeur de Pen ar Mené à laquelle le bourg est raccordé via la D 306.

## Urbanisme

### Typologie
Au 1er janvier 2024, Gestel est catégorisée ceinture urbaine, selon la nouvelle grille communale de densité à sept niveaux définie par l'Insee en 2022.
Elle est située hors unité urbaine. Par ailleurs la commune fait partie de l'aire d'attraction de Lorient, dont elle est une commune de la couronne,. Cette aire, qui regroupe 31 communes, est catégorisée dans les aires de 200 000 à moins de 700 000 habitants,.

### Occupation des sols
L'occupation des sols de la commune, telle qu'elle ressort de la base de données européenne d’occupation biophysique des sols Corine Land Cover (CLC), est marquée par l'importance des territoires agricoles (64,7 % en 2018), en diminution par rapport à 1990 (67,8 %). La répartition détaillée en 2018 est la suivante : 
zones agricoles hétérogènes (44,2 %), terres arables (19,6 %), forêts (18,9 %), zones urbanisées (13,6 %), espaces verts artificialisés, non agricoles (2,7 %), prairies (1 %). L'évolution de l’occupation des sols de la commune et de ses infrastructures peut être observée sur les différentes représentations cartographiques du territoire : la carte de Cassini (XVIIIe siècle), la carte d'état-major (1820-1866) et les cartes ou photos aériennes de l'IGN pour la période actuelle (1950 à aujourd'hui).

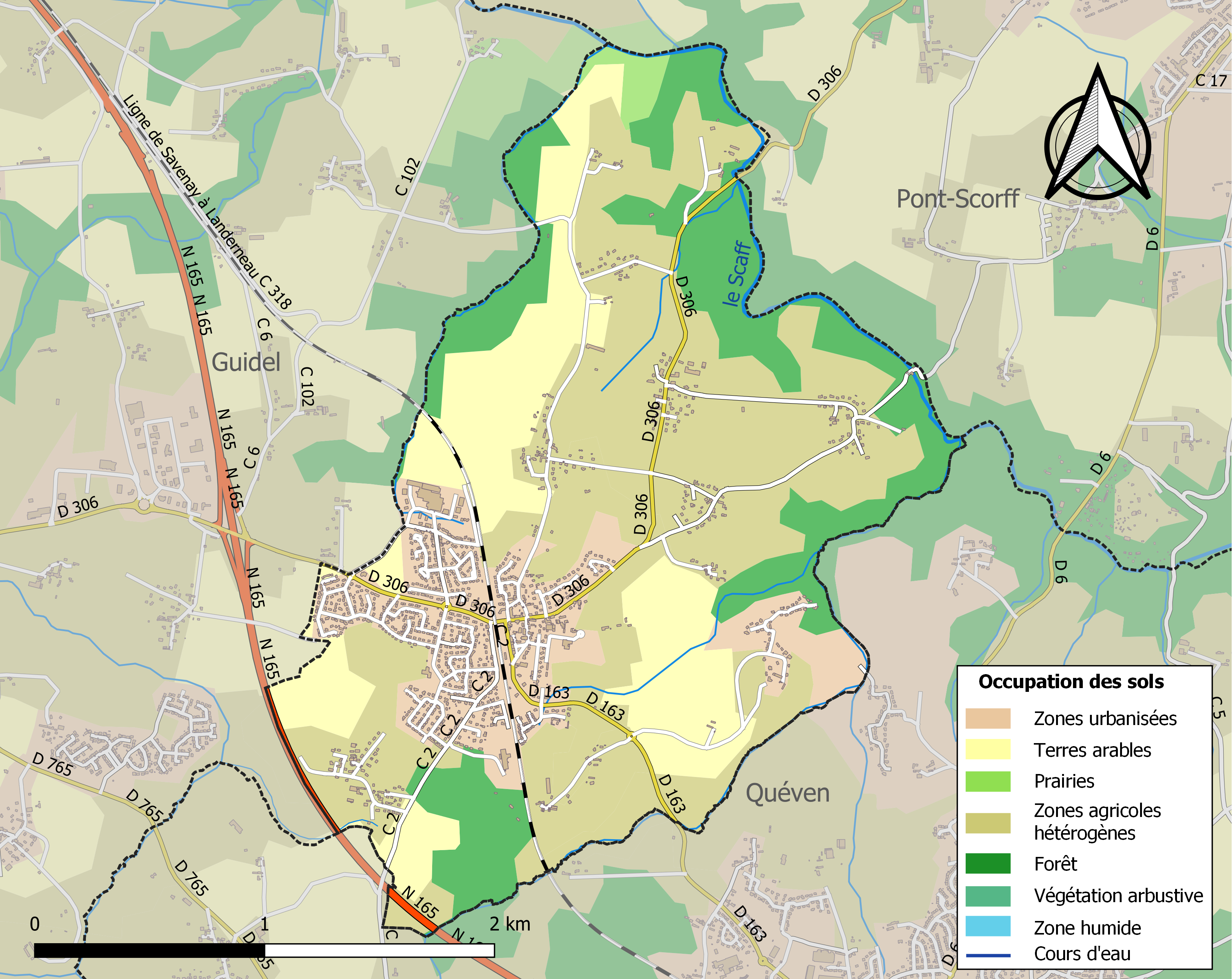
Carte des infrastructures et de l'occupation des sols de la commune en 2018 (CLC).

## Transports en commun
- La commune de Gestel est desservie par le réseau CTRL[23] :

| Ligne | 30 |  | Pont-Scorff - Ninijo ↔ Gestel ↔ Guidel - Z.I. des Cinq chemins |

- Gestel est également desservie à la gare de Gestel par les trains du réseau TER BreizhGo, par des trains circulant entre Quimper et Lorient.

## Histoire

### Préhistoire
Le dolmen de Lonch Torrigan (dit aussi dolmen de Kerledan ou dolmen En Tri Men) se trouve au sud de la commune : il est en granite local et constitué d'une table soutenue par trois piliers. Le nom "Torrigan" est une déformation du mot "Korrigan" et illustre une ancienne croyance selon laquelle les dolmens étaient la demeure des korrigans.

### Antiquité
La voie romaine de Vannes à Quimperlé traversait le territoire communal.

### Origines et Moyen Âge
Gestel appartient primitivement à la paroisse de Quéven. Les paroisses de Quéven (Quetguen en 1387) et de Bihoué (Bevoy en 1387) furent autrefois partie de la paroisse primitive de Ploemeur.
Au Moyen Âge, un monastère situé au lieu-dit Moustoiric est une dépendance de l'abbaye de Saint-Maurice de Carnoët. En 1387, Gestel s'unit à Bévoy (Bihoué) pour former une paroisse unique. La paroisse de Gestel aurait été unie à celle de Lesbin dans le courant du XVe siècle. Au XVIIe siècle, Gestel dépend toujours de l'ancienne paroisse de Lesbin à Pont-Scorff et ce jusqu'à la Révolution.

### Temps modernes

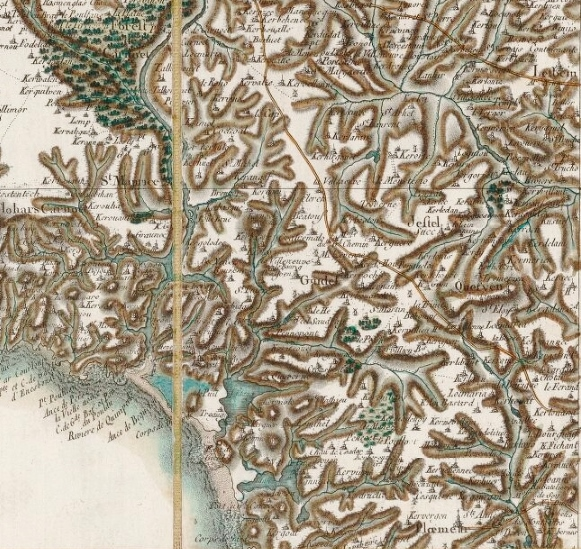
Carte de Cassini (1783) : Gestel et ses environs.

En 1649, Henry du Lain fit rebâtir la nef de la chapelle de Kergornet dont une des sablières portait la date de 1464 avant sa destruction pendant la Seconde Guerre mondiale.
Les seigneurs du Lain possédaient une chapelle prohibitive (chapelle privée), qui fut reconstruite en 1773. La seigneurie du Lain ou du Lein fut la propriété successive des familles Le Lain, Lantivy, Guyardet et enfin Monistrol (au XVIIIe siècle).

### Révolution française
Gestel est érigé en commune en 1790.
Le maire de Gestel, François du Liscouët, accusé de complicité avec le chef chouan Julien Videlo, dit Tancrède, fut arrêté le 19 prairial an IX (8 juin 1801), dénoncé par le chef chouan Dominique Miller, dit La Bretagne, qui avait été arrêté: « Dans la nuit, le directeur et le substitut (...) se rendirent à Kerlarmet en Gestel, avec une escorte de gendarmes et de grenadiers et firent de fructueuses découvertes dans la maison même du maire, François Duliscouët, dit Kernabat. Ils y saisirent en effet 900 cartouches, des barils, des bouteilles, des cornes, des bambous remplis de poudre, quatre sacs de balles dont l'une pesait pas moins de 250 livres, cinq fusils, quatorze baïonnettes, etc. (...) Ils mirent en état d'arrestation, comme complices, receleurs ou commissionnaires des chouans, Duliscouët et son fils aîné, puis Maurice Rio, de Keroch en Quéven et sa fille Marie (...) François Duliscouët fils et Marie Rio furent remis en liberté le 9 août 1801. Après onze mois de détention dans les prisons de Lorient et de Vannes, une longue maladie, trois procédures, le maire de Gestel Duliscouët, dit Kernabat, fut enfin acquitté par le Tribunal criminel le 5 mai 1802 ».
Les forces de l'ordre avaient déjà tenté de l'arrêter ainsi que d'autres chouans, le 2 février 1801, mais l'opération échoua, les chouans qui se terraient dans les hameaux de Loquion, Kergornet, Kerlarnet et Kerousseau parvenant à s'échapper.

### LeXIXesiècle
En 1818, le village de Gestel est représenté sur le plan cadastral, par quelques habitations entourant l'église et le long de la route de Lesbin à Quéven, la paroisse de Gestel est créée le 26 janvier 1820.
A. Marteville et P. Varin, continuateurs d'Ogée, décrivent ainsi Gestel en 1843 :

« Gestel : Commune formée de l'ancienne trève de Lesbins-Pont-Scorff (...) ; aujourd'hui succursale. (...) Principaux villages : Kerhiène, Le Verger, Loquion, Kerlec, Kergornet, Kerlarnet, le Moustoiric, le Lain, Penfrat, le Kerdy, Kerlahouic, Kergestenen. Superficie totale : 614 ha, dont (...) terres labourables 241 ha, prés 53 ha, bois 30 ha,vergers et jardins 39 ha, landes et incultes 224 ha, étangs 5 ha (...). Moulins : 2. Géologie : constitution granitique. On parle le breton. »

En septembre 1863 le chemin de fer arrive à Gestel, avec l'ouverture du tronçon Lorient - Quimper de la ligne de Savenay à Landerneau. La voie traverse la commune d'est en ouest, la gare de Gestel est construite à proximité du village, cette arrivée d'un nouveau moyen de transport provoque la construction de quelques maisons et plusieurs hôtels.
En 1871 Théophile Viollet du Breuil, inspecteur général des Ponts et Chaussées, achète le château du Lain ; il fait dessiner, à partir de 1875, le jardin du parc paysager et fait construire un nouveau château à l'emplacement de l'ancien manoir, qui avait été vendu en 1809 à François Buret puis avait été la propriété de sa fille Bonne-Marie Buret.
Un rapport d'un conseiller général indique que la maison d'école existant à Gestel a été louée à l'administration des postes et que la commune est désormais privée d'école, « les enfants étant forcés de se rendre aux écoles des communes voisines ». En 1880 le Conseil général du Morbihan envisage la construction d'une école mixte à Gestel, mais le préfet constate que la commune n'a rien entrepris et reste privée de tout moyen d'instruction. L'inspecteur d'académie demande que la construction d'une maison d'école soit imposée d'office à la commune.

### LeXXesiècle

#### La Belle Époque
Une guérisseuse habitant à Kergornet eût une grande réputation à Gestel aux alentours de 1900 ; représentée dans plusieurs cartes postales, elle était "décompteuse" (elle prononçait une formule magique rapidement, sans prendre haleine, à neuf reprises, après avoir tracé une croix sur la tumeur ou la zone malade avec son pouce gauche préalablement noirci en le frottant contre un trépied ou un chaudron : c'est une formule d'exorcisme).

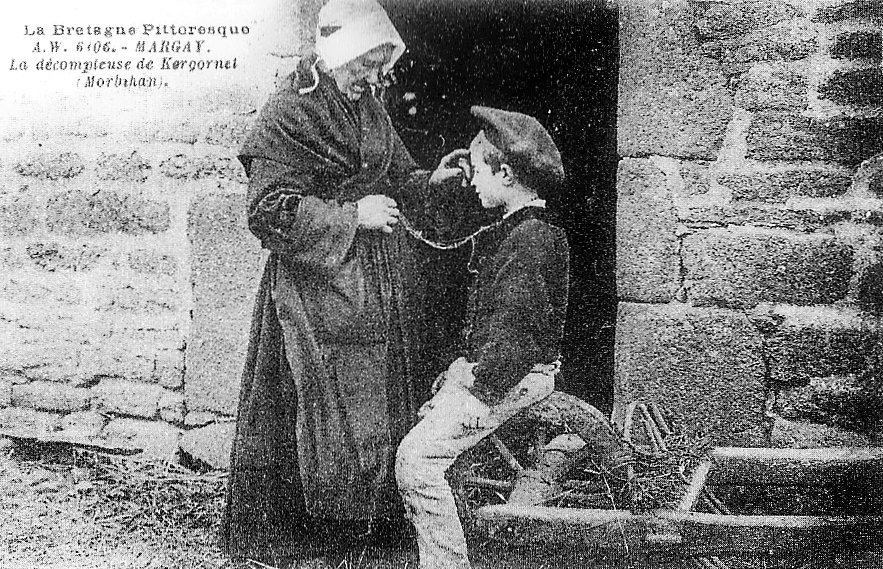
La décompteuse de Kergornet à Gestel (carte postale, vers 1900).
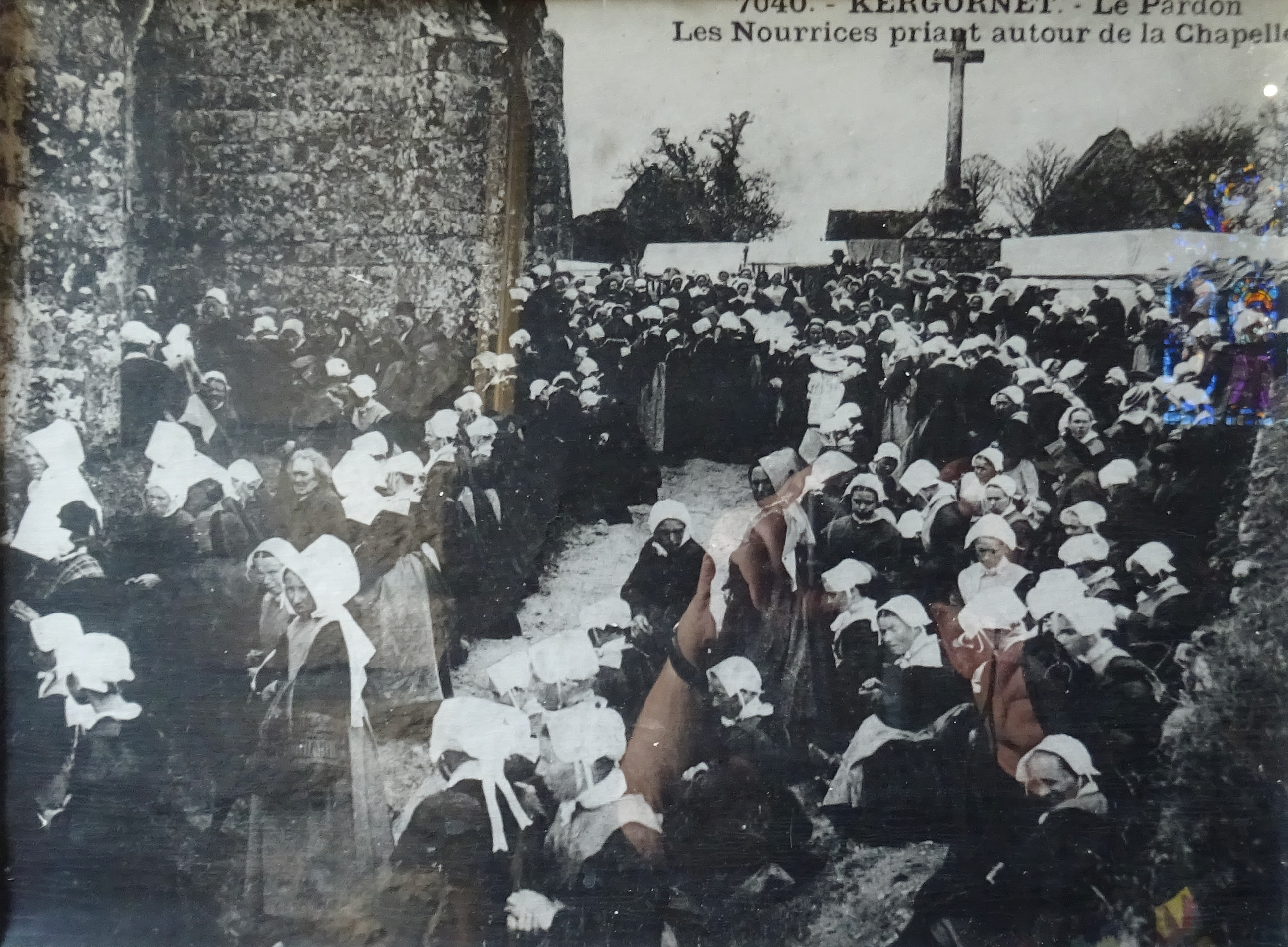
Le "pardon des nourrices" en 1902 à la chapelle de Kergornet (nourrices priant autour de la chapelle).
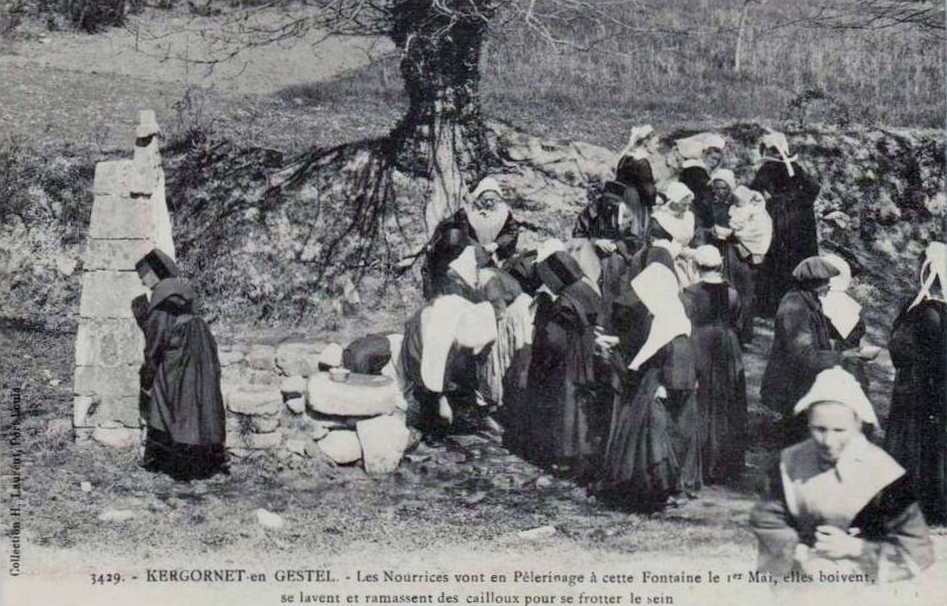
Le "pardon des nourrices" à la fontaine de Kergornet en 1902.
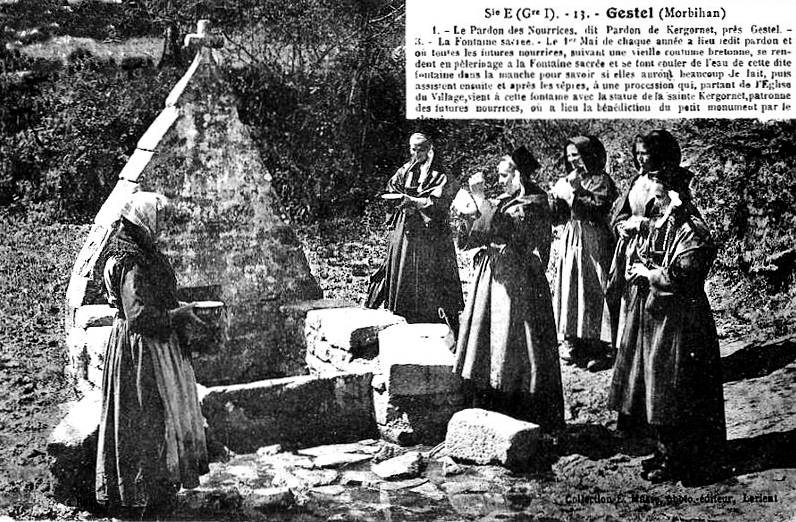
Le "pardon des nourrices" de Kergornet au début du XXe siècle (carte postale).
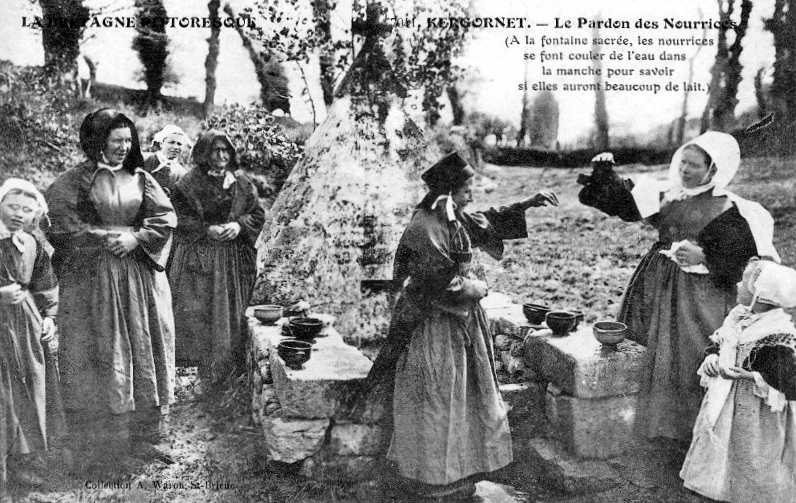
Le "pardon des nourrices" de Kergornet au début du XXe siècle (carte postale).
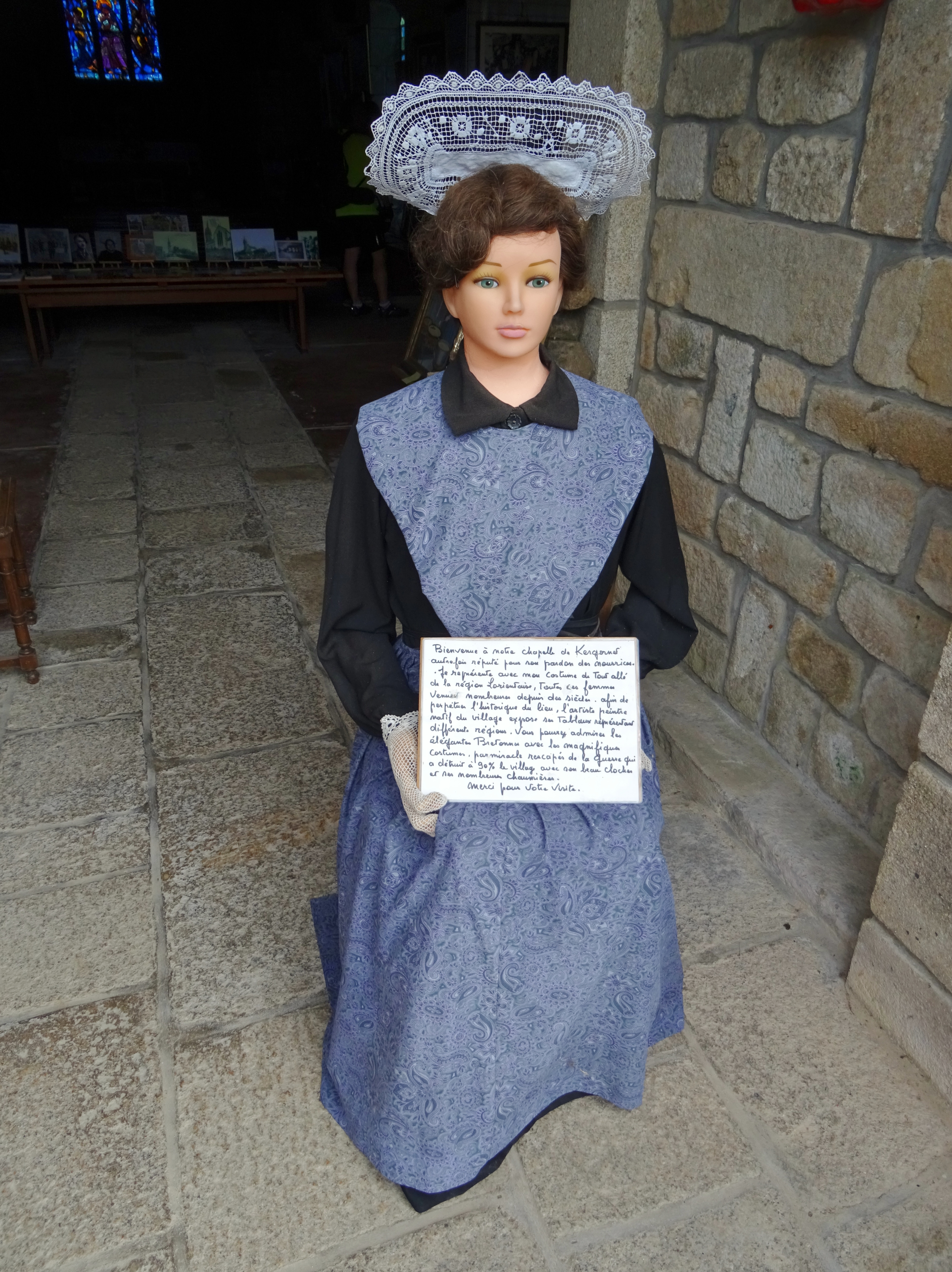
Costume traditionnel du Pays de Lorient (exposition chapelle Notre-Dame de Kergornet en 2022).

Le "pardon des nourrices" de Kergornet était très fréquenté car cette chapelle du XVe siècle, ancienne ééglise paroissiale, abritait une Vierge allaitante, ce qui attirait une foule de femmes : les paysannes offraient du beurre, qui était ensuite vendu sur les marchés de la région. Après les vêpres, les jeunes mamans portaient la Vierge en procession jusqu'à la fontaine, y buvaient son eau, y lavaient leurs seins et allumaient ensuite un feu de joie (tantad).
Des autodafés de manuels scolaires proscrits par l'église catholique furent organisés dans plusieurs communes du Morbihan comme Férel, Belz, Rochefort, Gestel et Saint-Thuriau en 1910.

#### La Première Guerre mondiale

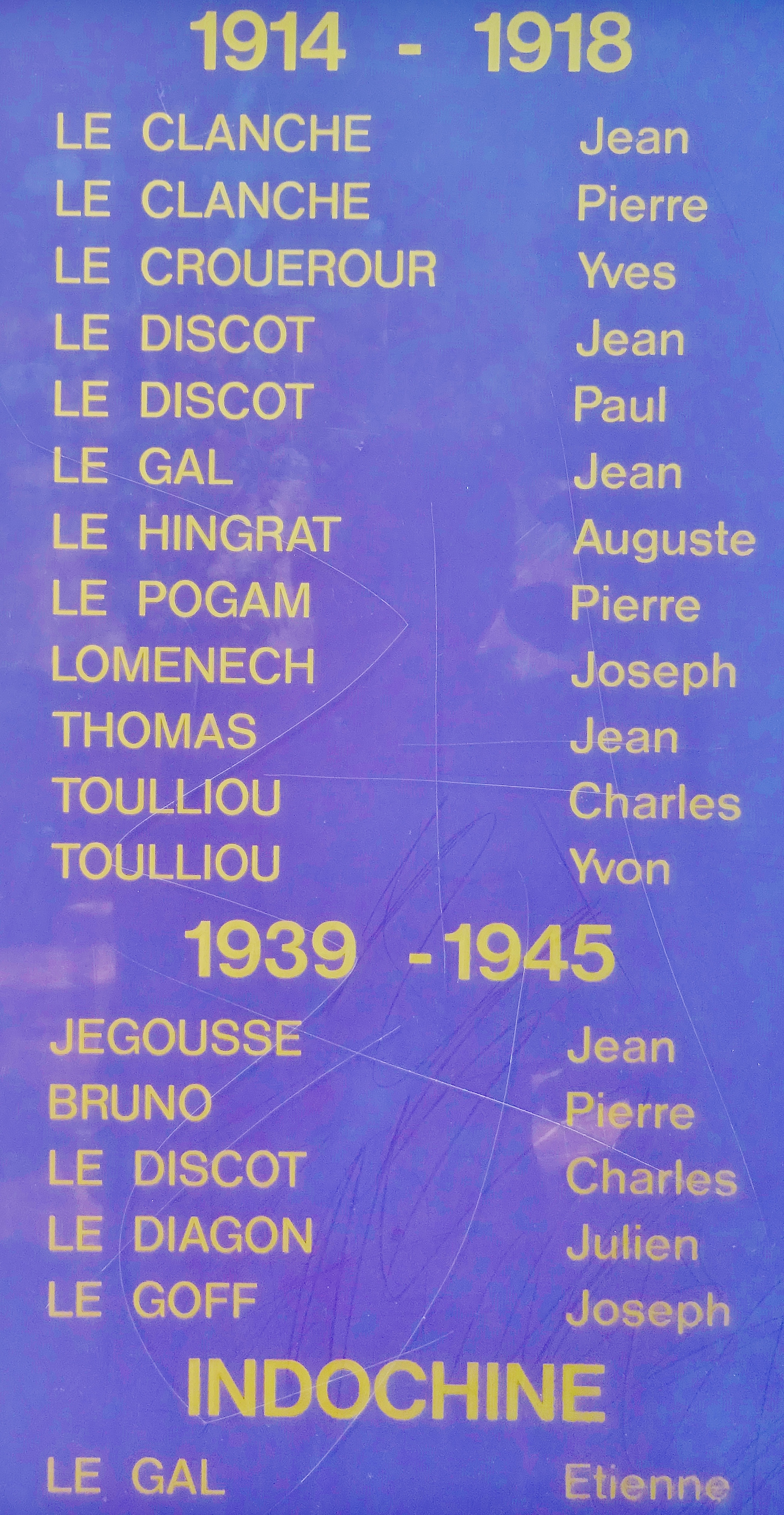
Plaque commémorative des morts pour la France de Gestel.

Le monument aux morts de Gestel porte les noms de 12 soldats morts pour la France pendant la Première Guerre mondiale ; tous sont morts sur le sol français.
|

#### L'Entre-deux-guerres
Le "Pardon de Notre-Dame-des-Fleurs" était organisé chaque année à Gestel (il est évoqué dans un conte pour enfants publié en 1887), par exemple pour celui du 4 mai 1924, des trains spéciaux entre Lorient et Gestel étaient organisés par la Compagnie du chemin de fer d'Orléans ; c'est également le cas par exemple en 1931.

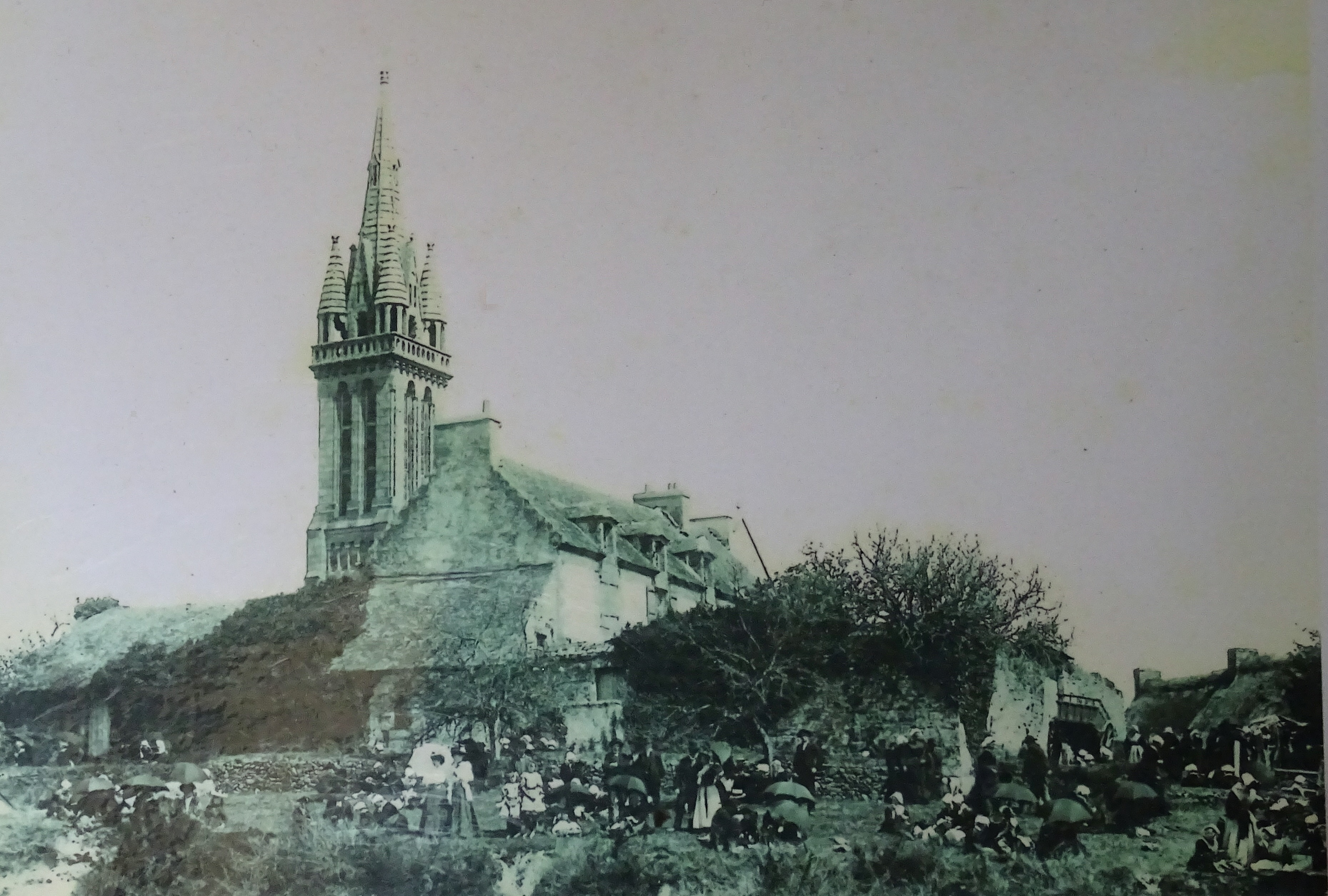
L'église paroissiale de Gestel avant la Seconde Guerre mondiale et sa destruction partielle.
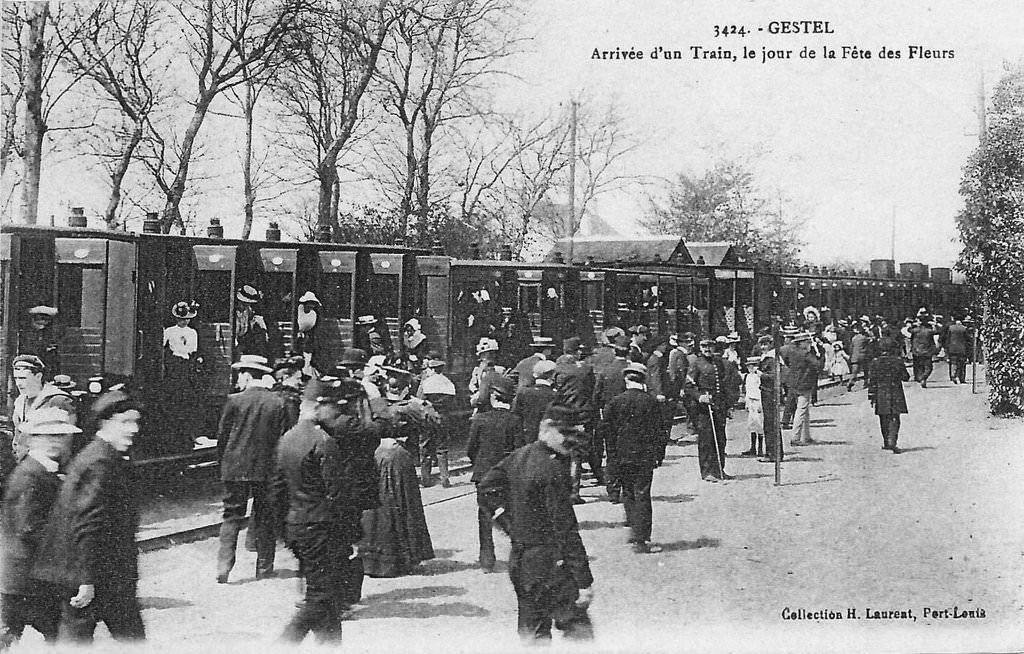
Quai de la gare de Gestel avec l'arrivée d'un train le jour du pardon de Notre-Dame-des-Fleurs (carte postale).
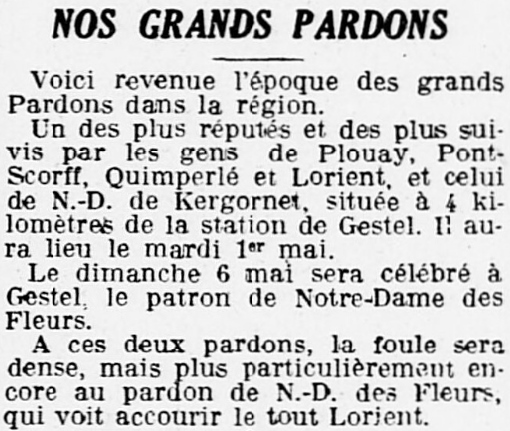
Les pardons de Gestel (Kergornet et Notre-Dame-des-Fleurs) en 1928.
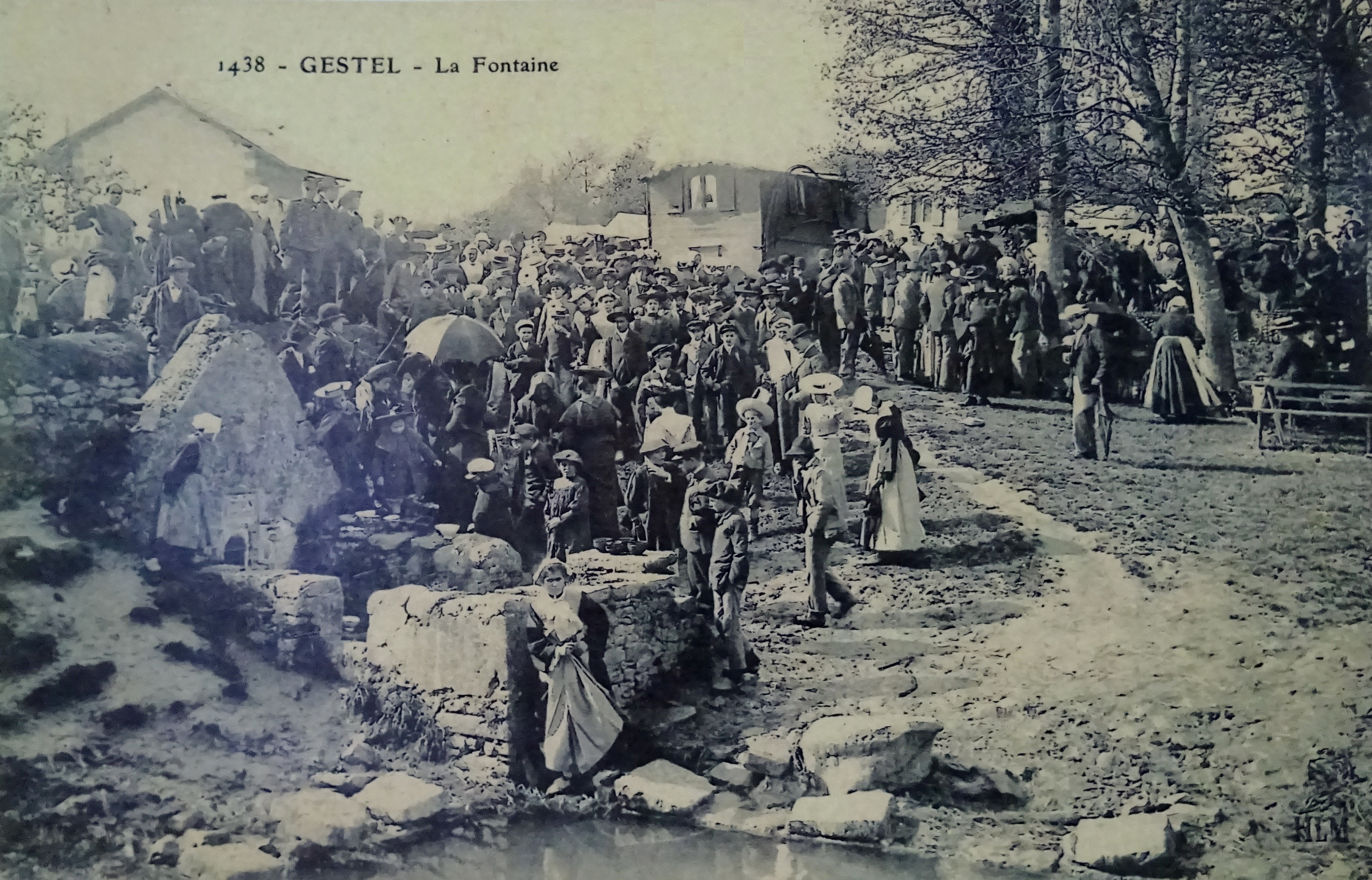
La fontaine de Gestel lors du pardon (vers 1925).
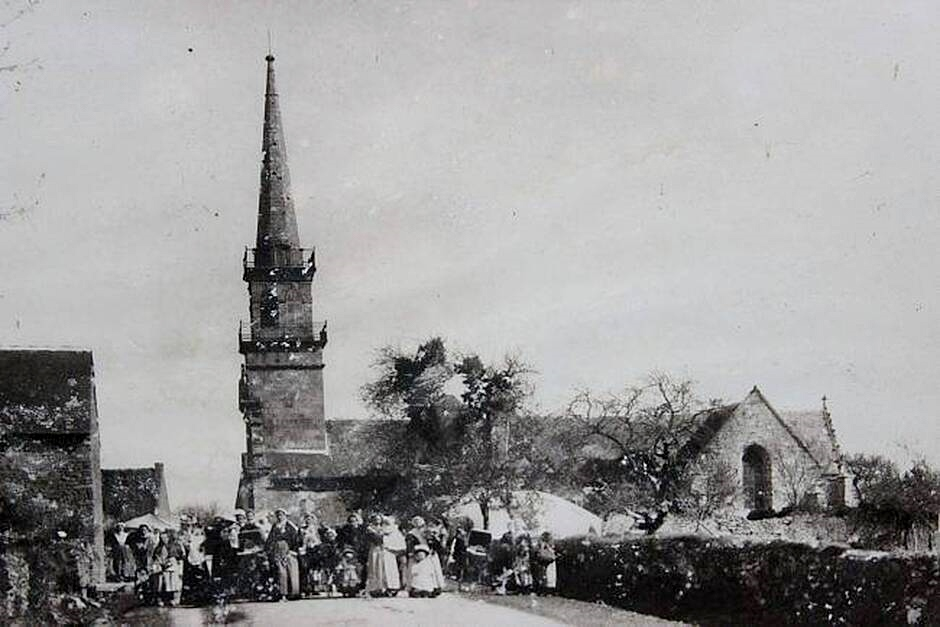
La chapelle de Kergornet en 1932.

Gestel avant la Seconde Guerre mondiale c'était ses « quatorze villages, ses quatre châteaux, ses trois moulins. Toute une vie qui tournait autour de ses sept cafés, son coiffeur, son épicerie, et La Poste. (...) Un menuisier, un cordonnier, cinq fermes, une laiterie ».
Plusieurs châreaux et manoirs se trouvaient sur le territoire de la commune, notamment le château du Verger et le manoir du Lain.

#### La Seconde Guerre mondiale

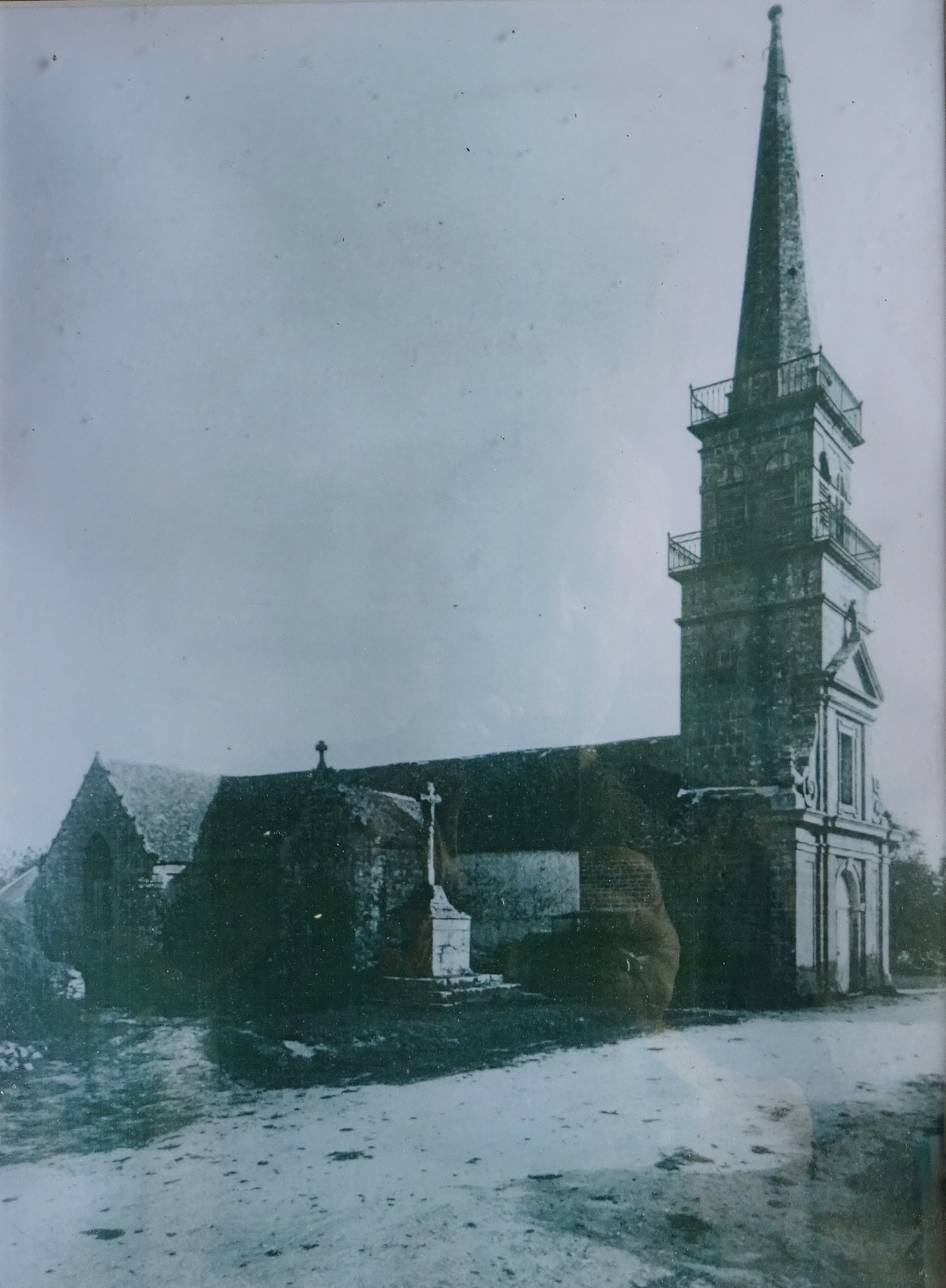
La chapelle de Kergornet et son clocher à double balcon (photographie de 1932).

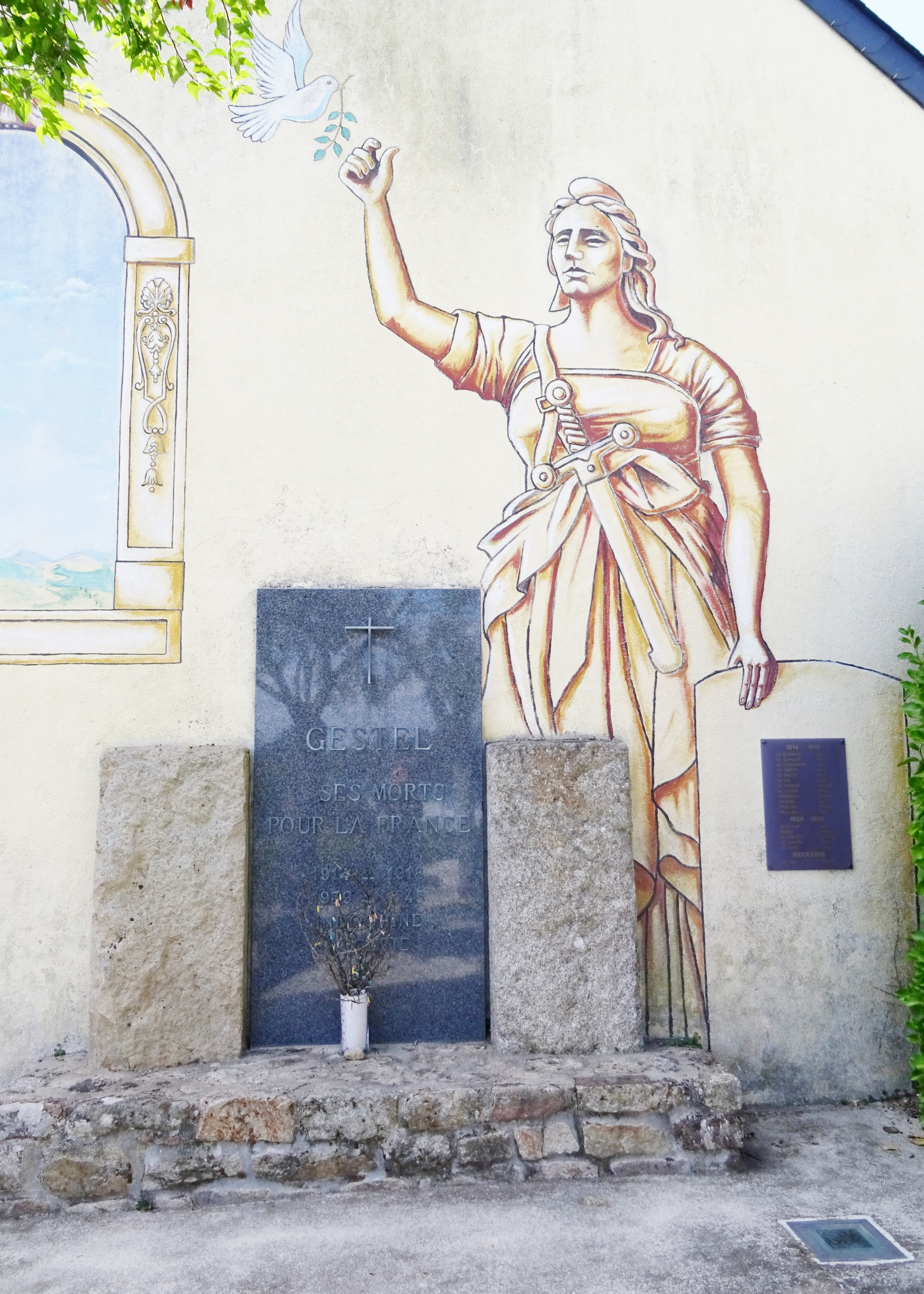
Le monument aux morts de Gestel.

Le monument aux morts de Gestel porte les noms de 5 personnes mortes pour la France pendant la Seconde Guerre mondiale.
Lors de cette guerre, l'histoire de Gestel est intimement liée à celle de Lorient ; la commune fait notamment partie de la poche de Lorient et n'est libérée que le 10 mai 1945, non sans avoir subi de multiples destructions, notamment la quasi-totalité de son patrimoine architectural religieux ; les archives de la mairie et de la paroisse ont été détruites.
Le hameau de Kergornet (à l'époque six fermes, des chaumières, et une chapelle) se trouvait juste sur la ligne de démarcation de la Poche de Lorient et des combats firent rage en 1944-1945 à proximité, notamment dans la vallée du Scave, à la limite de Pont-Scorff, obligeant les habitants du hameau à fuir. À leur retour en mai 1945 « tout n'est que désolation, leur village n'est qu'un champ de ruines (ses huit chaumières ont été brûlées par les Allemands en 1944), le clocher de la petite chapelle a disparu lui aussi, dynamité en février 1945 » par des résistants car ce clocher à double balcon servait de poste d'observation pour les Allemands.
Gestel a subi notamment un bombardement (date non précisée) alors que sa gare était remplie de wagons de munitions pour l'armée allemande qui y étaient stationnés : les bombes tombèrent à côté des wagons. Des obus non explosés sont régulièrement retrouvés lors de travaux, par exemple en 2010 lors de la fouille préalable à la construction du bâtiment médical près de l'église

#### L'après Seconde Guerre mondiale
Le journal L'Espoir du Morbihan écrit le 24 mars 1946 qu'à Gestel « les baraquements sont en nombre nettement insuffisant et ne permettent pas la rentrée de toute la population ».
Dans les années 1950 il y avait une cité de baraquements rue du Pré Joli.
Un soldat originaire de Gestel (Étienne Le Gal) est mort pour la France pendant la Guerre d'Indochine.
Les années 1960 marquent le début d'une urbanisation par lotissements, pour satisfaire les besoins en logements de la ville de Lorient toute proche. Ces constructions sont principalement situées au sud de la voie ferrée et au nord-est du bourg.
Jean Muller est élu maire de Gestel le 21 mars 1965. Sous le nom de guerre de Kersulec, il avait mis en place pendant la Seconde Guerre mondiale, dans la région de Pont-Scorff, un réseau de résistance, l'O.R.A. (Organisation de résistance de l'armée) ; il avait aussi participé aux combats de la libération de la poche de Lorient avec le grade de colonel.
Gestel est membre de Lorient Agglomération depuis les années 1990.

## Démographie
L'évolution du nombre d'habitants est connue à travers les recensements de la population effectués dans la commune depuis 1793. Pour les communes de moins de 10 000 habitants, une enquête de recensement portant sur toute la population est réalisée tous les cinq ans, les populations de référence des années intermédiaires étant quant à elles estimées par interpolation ou extrapolation. Pour la commune, le premier recensement exhaustif entrant dans le cadre du nouveau dispositif a été réalisé en 2005.

En 2022, la commune comptait 2 569 habitants, en évolution de −6,62 % par rapport à 2016 (Morbihan : +3,82 %, France hors Mayotte : +2,11 %).
| 1793 | 1800 | 1806 | 1821 | 1831 | 1836 | 1841 | 1846 | 1851 |
| ---- | ---- | ---- | ---- | ---- | ---- | ---- | ---- | ---- |
| 431  | 360  | 397  | 415  | 430  | 422  | 378  | 400  | 431  |

| 1856 | 1861 | 1866 | 1872 | 1876 | 1881 | 1886 | 1891 | 1896 |
| ---- | ---- | ---- | ---- | ---- | ---- | ---- | ---- | ---- |
| 451  | 469  | 449  | 458  | 451  | 447  | 468  | 466  | 468  |

| 1901 | 1906 | 1911 | 1921 | 1926 | 1931 | 1936 | 1946 | 1954 |
| ---- | ---- | ---- | ---- | ---- | ---- | ---- | ---- | ---- |
| 481  | 489  | 496  | 536  | 538  | 504  | 495  | 413  | 513  |

| 1962 | 1968 | 1975 | 1982  | 1990  | 1999  | 2005  | 2006  | 2010  |
| ---- | ---- | ---- | ----- | ----- | ----- | ----- | ----- | ----- |
| 552  | 525  | 758  | 1 566 | 1 921 | 2 227 | 2 472 | 2 500 | 2 594 |

| 2015  | 2020  | 2022  | - | - | - | - | - | - |
| ----- | ----- | ----- | - | - | - | - | - | - |
| 2 764 | 2 609 | 2 569 | - | - | - | - | - | - |

## Culture et patrimoine

### Patrimoine protohistorique
- Dolmen Pen Tri Mein (Les trois pierres) de Ty Korriganed (la maison des lutins)

### Patrimoine antique
- Voie romaine, la route de Pont-Scorff à Moëlan passait près du lieu-dit Kergornet[57]

### Monuments religieux
- Croix monumentales, dont des croix de chemins ou de carrefours, du Haut Moyen Âge et du XVIIe et XVIIIe siècles[58].

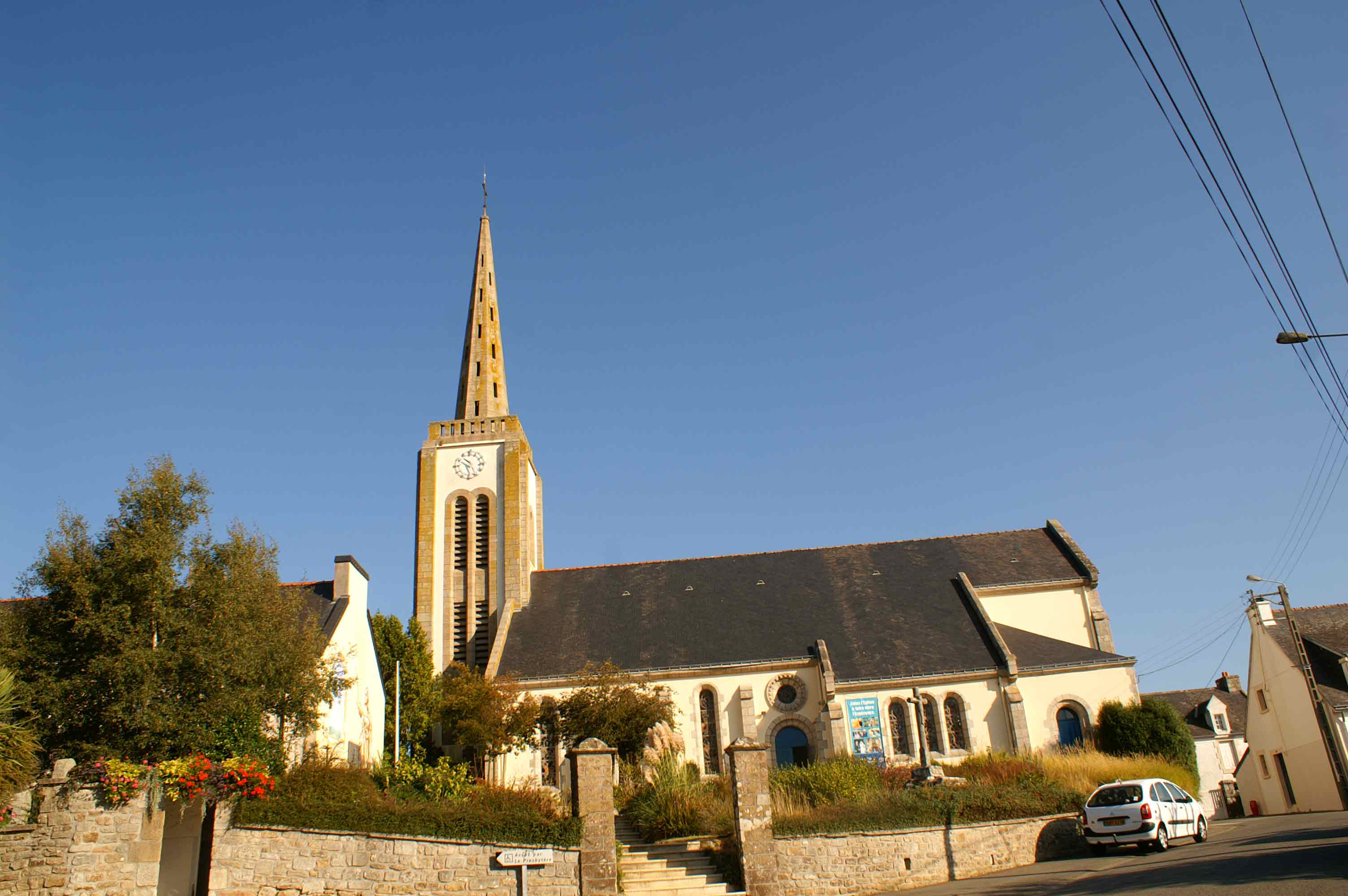
Église paroissiale en 2009.

- Église paroissiale Notre-Dame-des-Fleurs

L'édifice actuel, au plan en croix latine, est une reconstruction de 1959, sur le site de l'église détruite lors de la Seconde Guerre mondiale en 1945, avec des éléments réutilisés, notamment la base et les colonnes du chœur, les colonnes des bas-côtés et les sacristies. Le plan cadastral daté de 1818 figure, au même endroit, une ancienne église reconstruite en 1896. Située sur un point haut du bourg, l'église actuelle comporte un enclos avec dans ses abords, le monument aux morts de la commune et une croix monumentale avec un socle portant l'inscription 1660. L'église abrite une statue en bois polychrome de Notre-Dame des Fleurs (XVIIe siècle) et une bannière en soie brodée, datée du XIXe siècle.

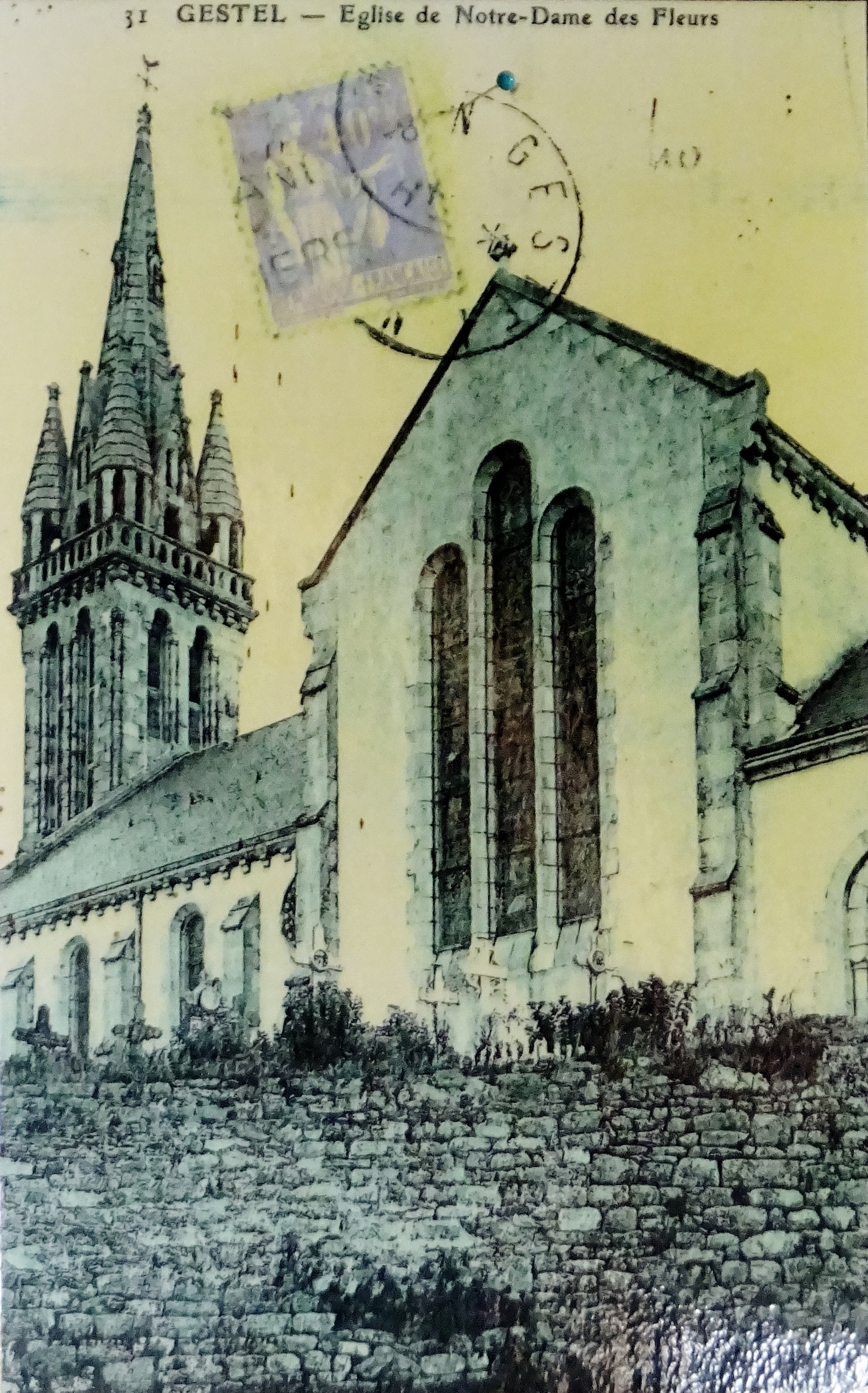
L'église Notre-Dame-des-Fleurs au début du XXe siècle (avant sa destruction pendant la Seconde Guerre mondiale).
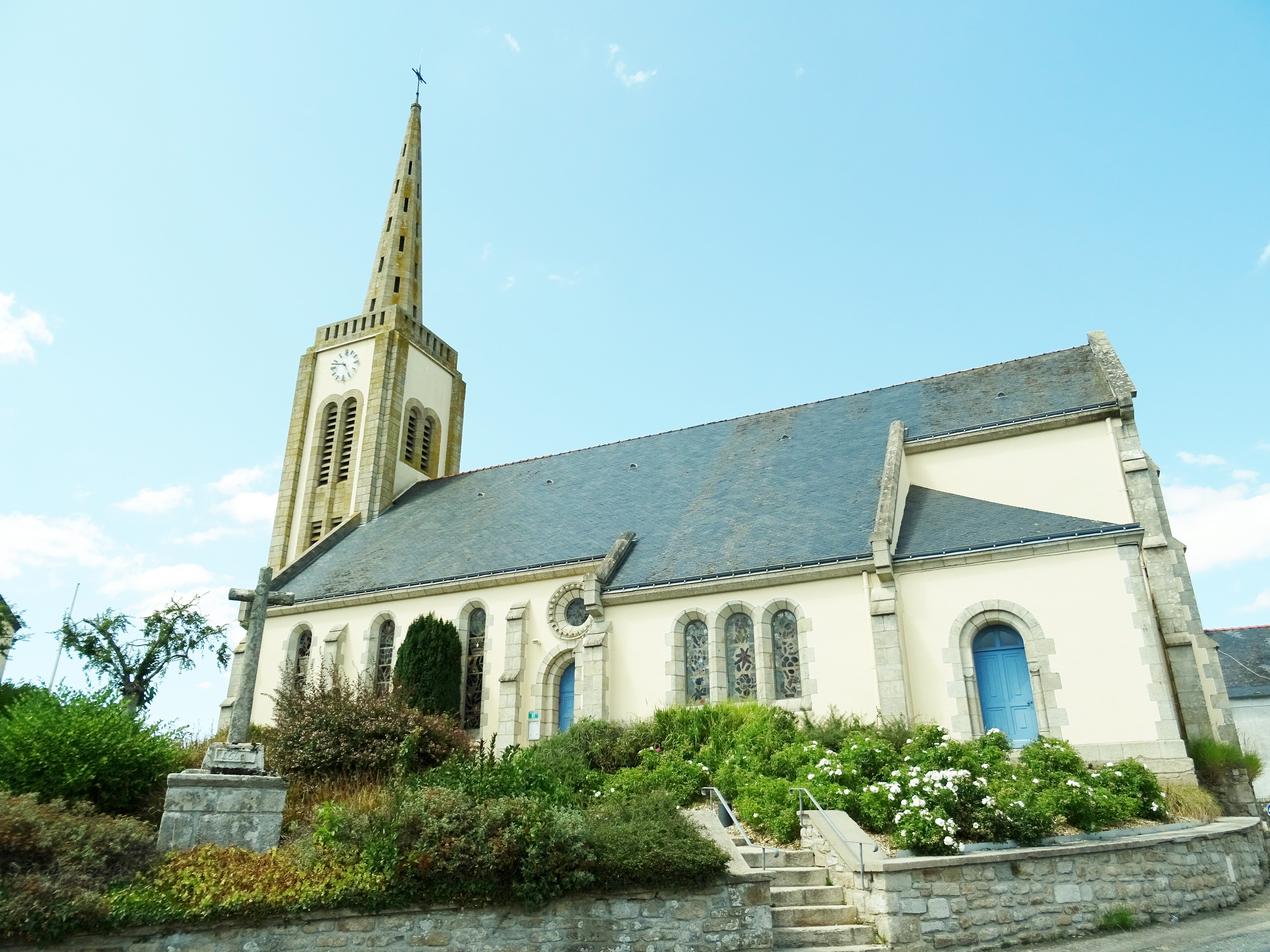
L'église paroissiale Notre-Dame-des-Fleurs et la croix monumentale de 1660.
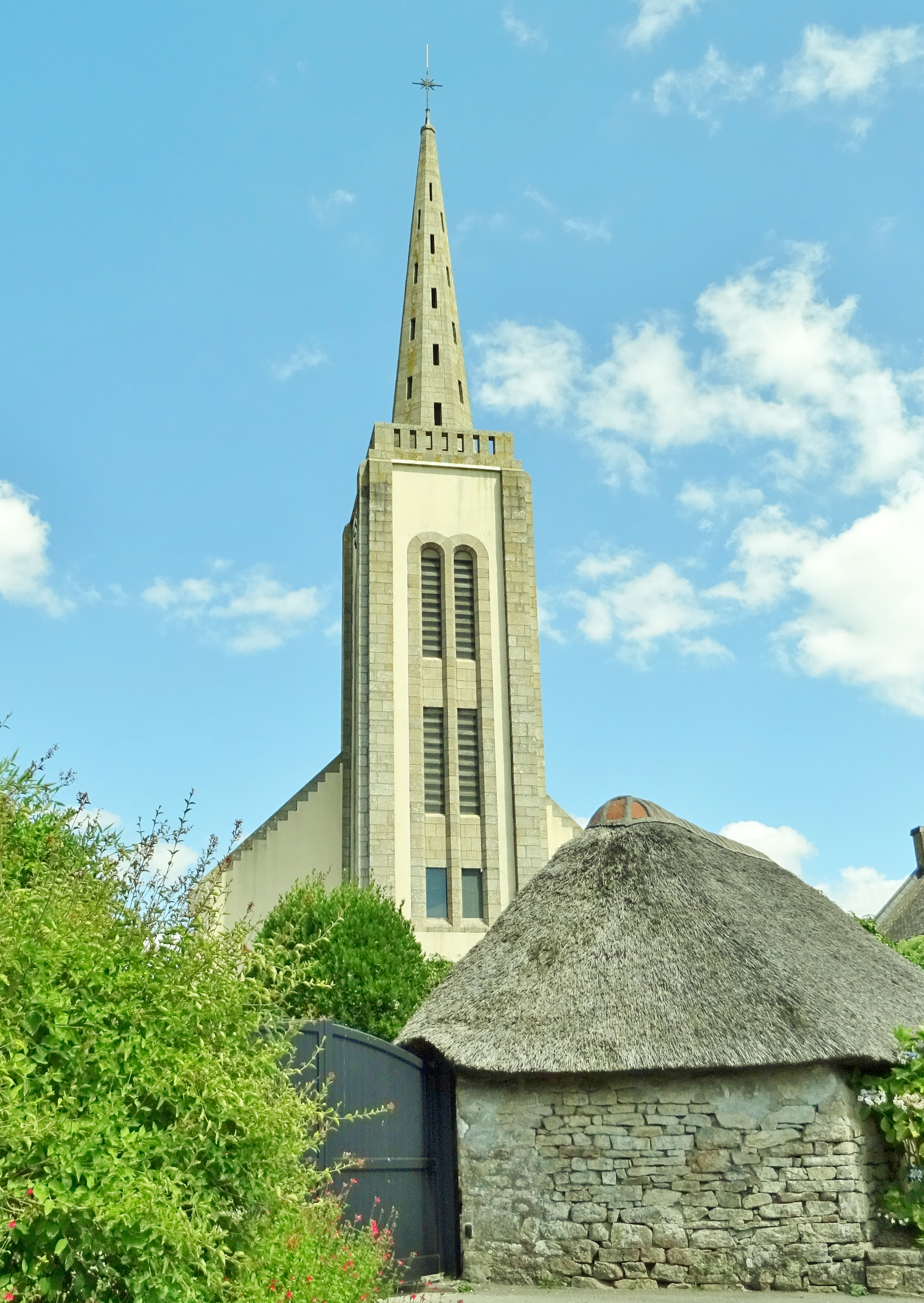
Le clocher de l'église paroissiale Notre-Dame-des-Fleurs.

- Presbytère

Le bâtiment qui figure sur le cadastre de 1818 n'existe plus, il est remplacé par le presbytère actuel construit en 1828, et agrandi en 1892 ; des plans non réalisés sont visibles aux archives de Lorient.
- Chapelle Sainte-Flamine et fontaine de dévotion

L'ancienne chapelle de style néo-roman, datée des années 1870, est détruite pendant la Seconde Guerre mondiale, et reconstruite sur le site en 1952. Elle abrite une statue de sainte Flamine du XIXe siècle et une bannière, en soie brodée, représentant sainte Flamine, du XIXe siècle. Le site comporte une fontaine édifiée en 1875 à 200 m au nord-ouest de l'ancienne chapelle, et comporte une croix contemporaine.

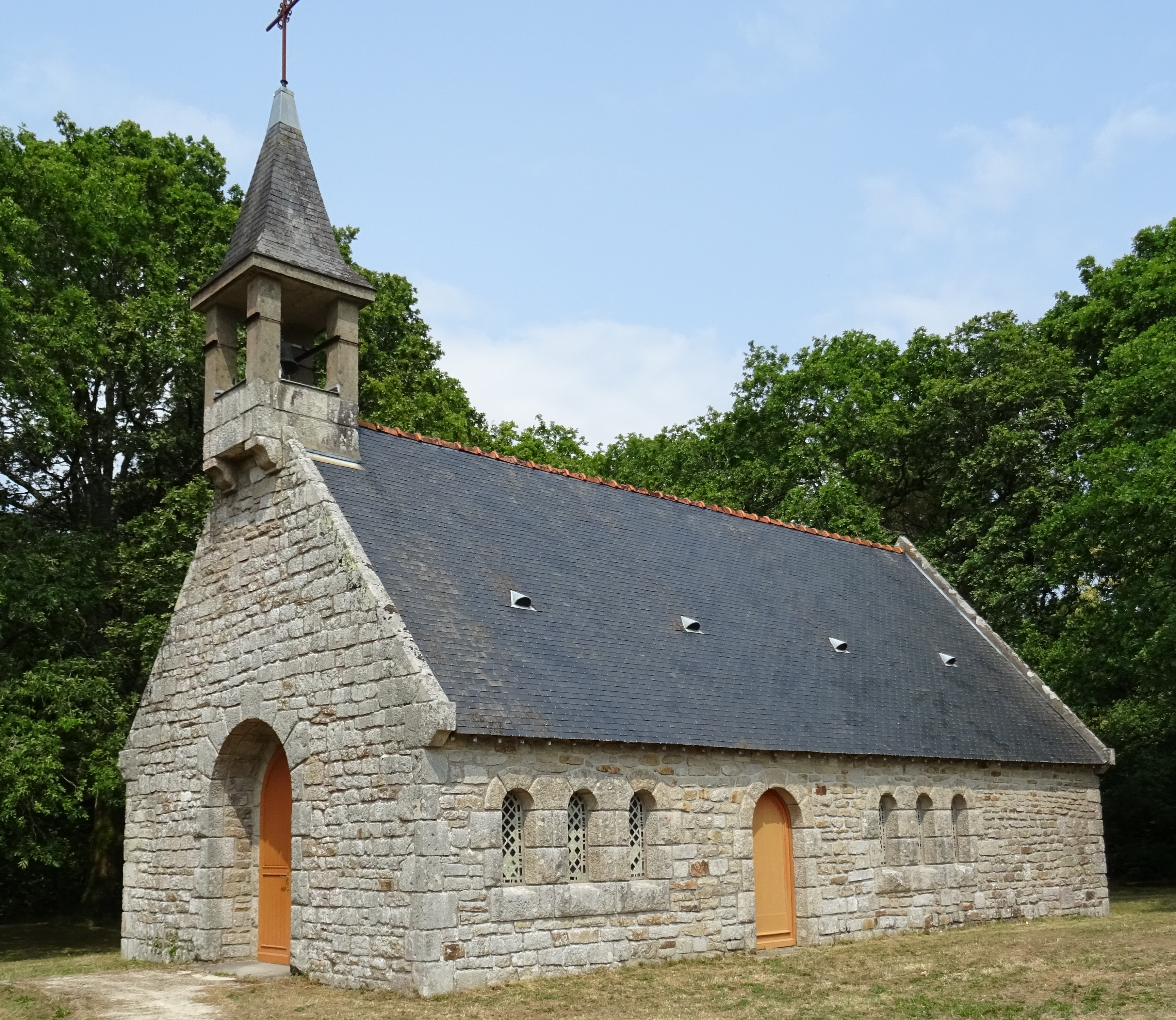
Chapelle Sainte-Flamine : vue extérieure d'ensemble.
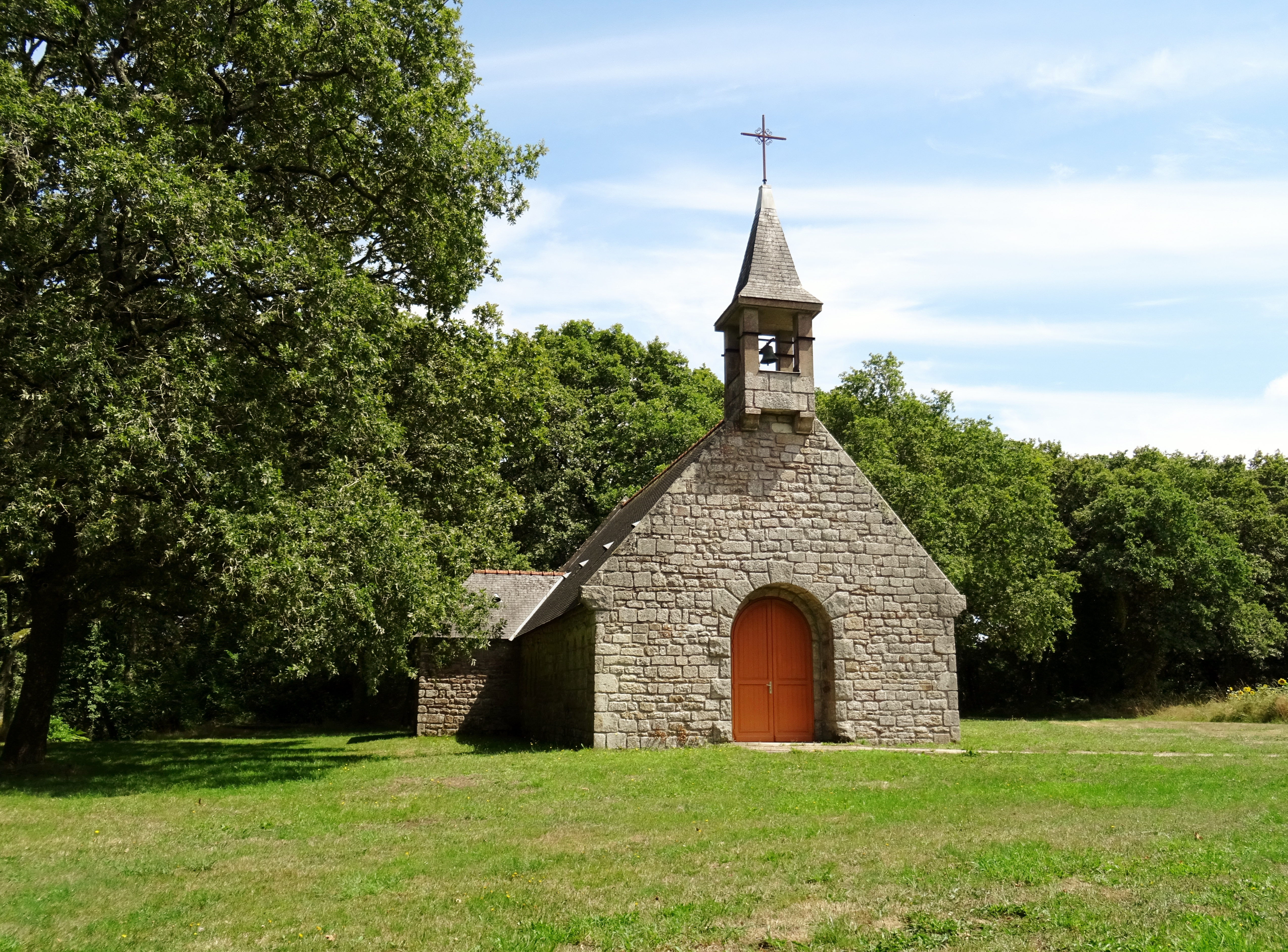
Chapelle Sainte-Flamine, façade occidentale.

- Chapelle Notre-Dame-de-Kergornet et fontaine de dévotion

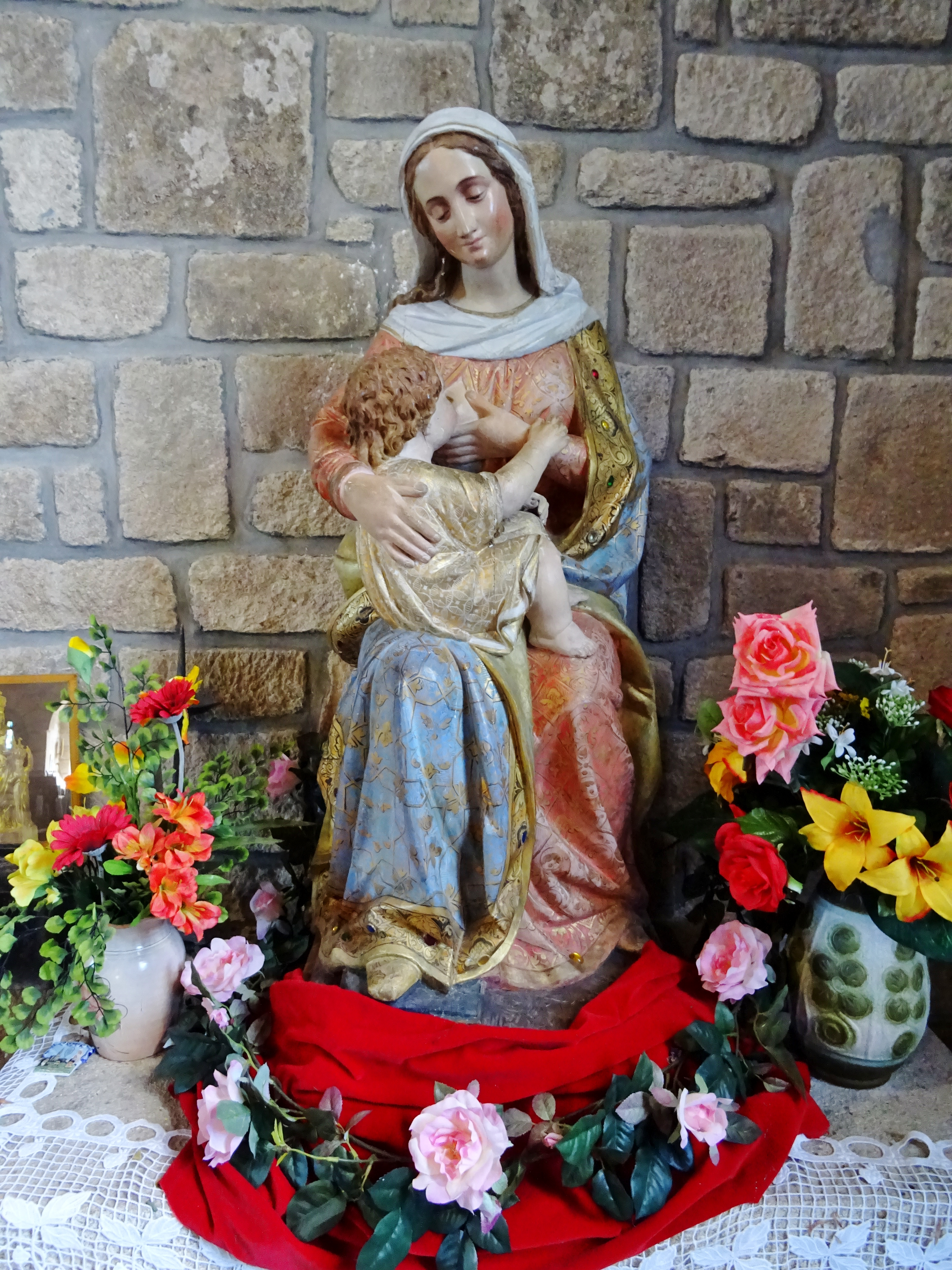
Chapelle de Kergornet : statue de la "Vierge allaitante".

Appelée aussi chapelle Sainte-Anne, l'édifice actuel date de 1952, il est reconstruit avec les éléments réutilisables de l'ancienne chapelle, classée Monument historique, détruite en 1944 pendant la Seconde Guerre mondiale. Édifiée au village de Kergornet par les seigneurs du Vergier et de Bizien, une sablière du chœur porte l'inscription « En l'an mil CCCCXLIII, fut fait ce bois ». En forme de croix latine, elle possède deux bas-reliefs représentant des animaux. La nef, qui a un porche au nord, est agrandie en 1649, et le clocher carré à l'ouest, de style Renaissance, est construit en 1786. Le porche Nord, carré, voûté d'ogives, s'ouvre sur la nef par une porte, dont les voussures en tiers-point s'encadrent sous une accolade décorée, accostée de pinacles et surmontée de culs-de-lampe, curieusement sculptés, supportant de vieilles statues de bois. Les fenêtres en tiers-point à réseau flamboyant du chevet plat et du croisillon Nord gardent encore quelques fragments de vitraux armoriés du XVIe siècle. La fenêtre du transept Nord conserve les armes des seigneurs du Vergier et de Bizien. Actuellement, elle abrite plusieurs statues en bois polychrome, dont celle de la Vierge allaitante (XIXe siècle), dite Notre-Dame-de-Kergornet, et celle de sainte Anne (XVIIe siècle). Une fontaine de dévotion avec deux bassins se trouve à l'écart à l'ouest de la chapelle.
- - Fontaine de la chapelle Notre-Dame de Kergornet, 1649.

Lieu de culte lactigène, le 1er mai.

### Monuments civils
- le château du Lain. Le site est la propriété de la seigneurie du Lain (Lein ou Lin) à la fin du XVIe siècle, propriété successive des familles Le Lain, Lantivy, Guyardet (vers 1600), Monistrol (au XVIIIe siècle). Associée au château, une chapelle privée est bénie le 25 septembre 1773. En 1871, il est acheté par Théophile Viollet, inspecteur des Ponts et Chaussées travaillant à la construction de la ligne de chemin de fer. En 1875, ce nouveau propriétaire aménage le parc paysager et doit être le promoteur du nouveau château qui remplace l'ancien manoir à la fin du XIXe siècle. L'ajout d'une ferme, construite pour la famille Guyomar, a lieu en 1920. Le château est sinistré par un incendie en 1992, ses ruines et son parc sont l'objet d'un concours pour la création d'un parc péri-urbain en 1999[65], et en 2004, la commune de Gestel finance la consolidation de la façade. Aujourd'hui, outre les ruines du bâtiment principal, sont toujours existants les communs, la maison du gardien et un vivier associé au lavoir. La dernière propriétaire du Lain fut Anne Guyomar. Le domaine du Lain est désormais un parc paysager de 23 hectares qui possède des arbres remarquables et a conservé la façade de son manoir du XIXe siècle (le reste est en ruines). Le domaine est désormais propriété de Lorient Agglomération[66]. Il est inscrit à l'inventaire général du patrimoine culturel[67] ;

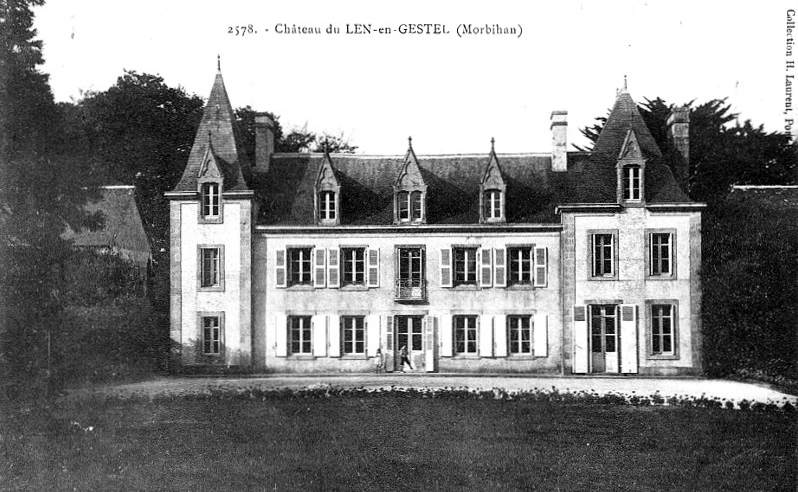
Le château du Lain (Len) au début du XXe siècle (carte postale).
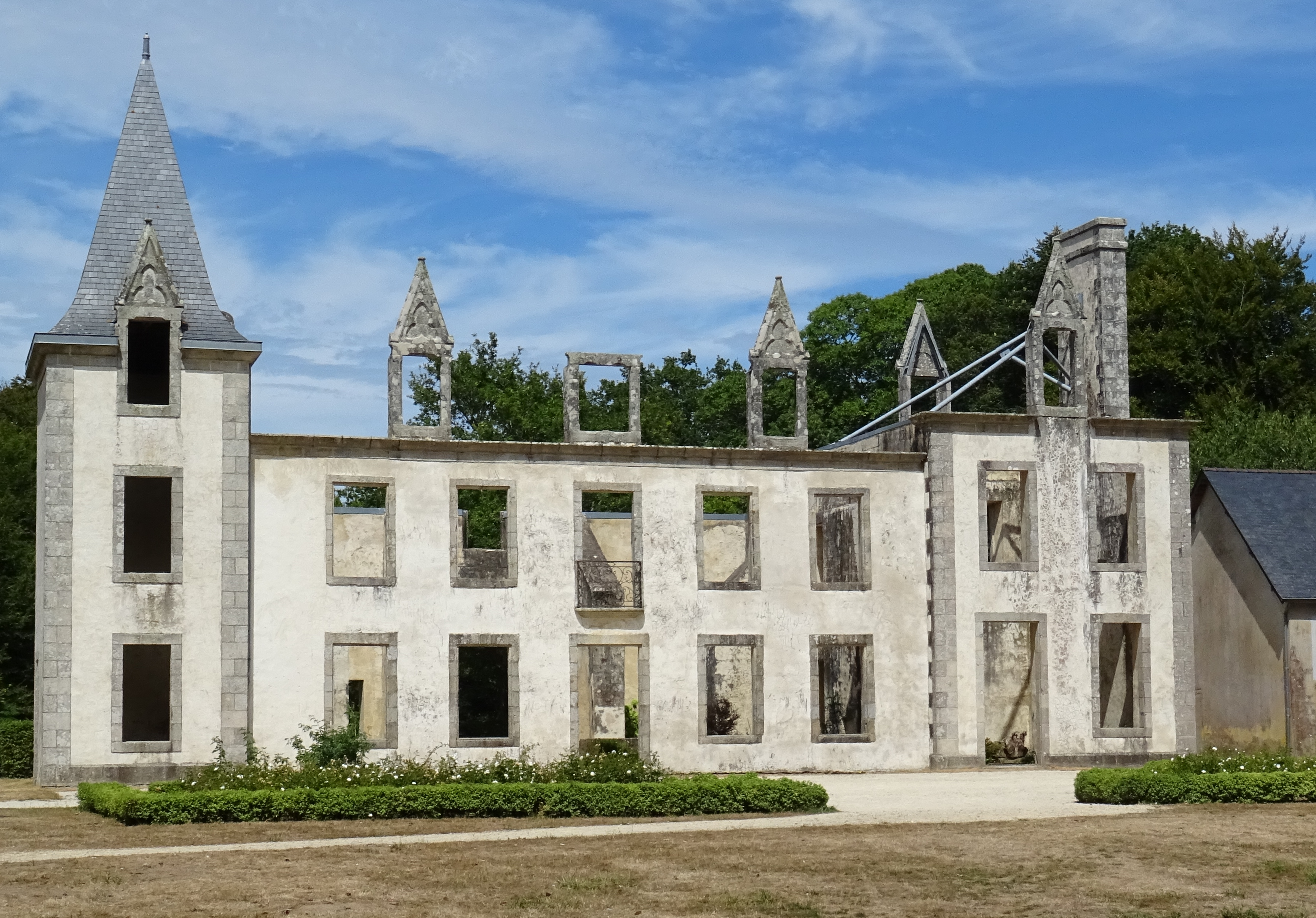
Le château du Lain en 2022 (depuis sa destruction par l'incendie de 1992).
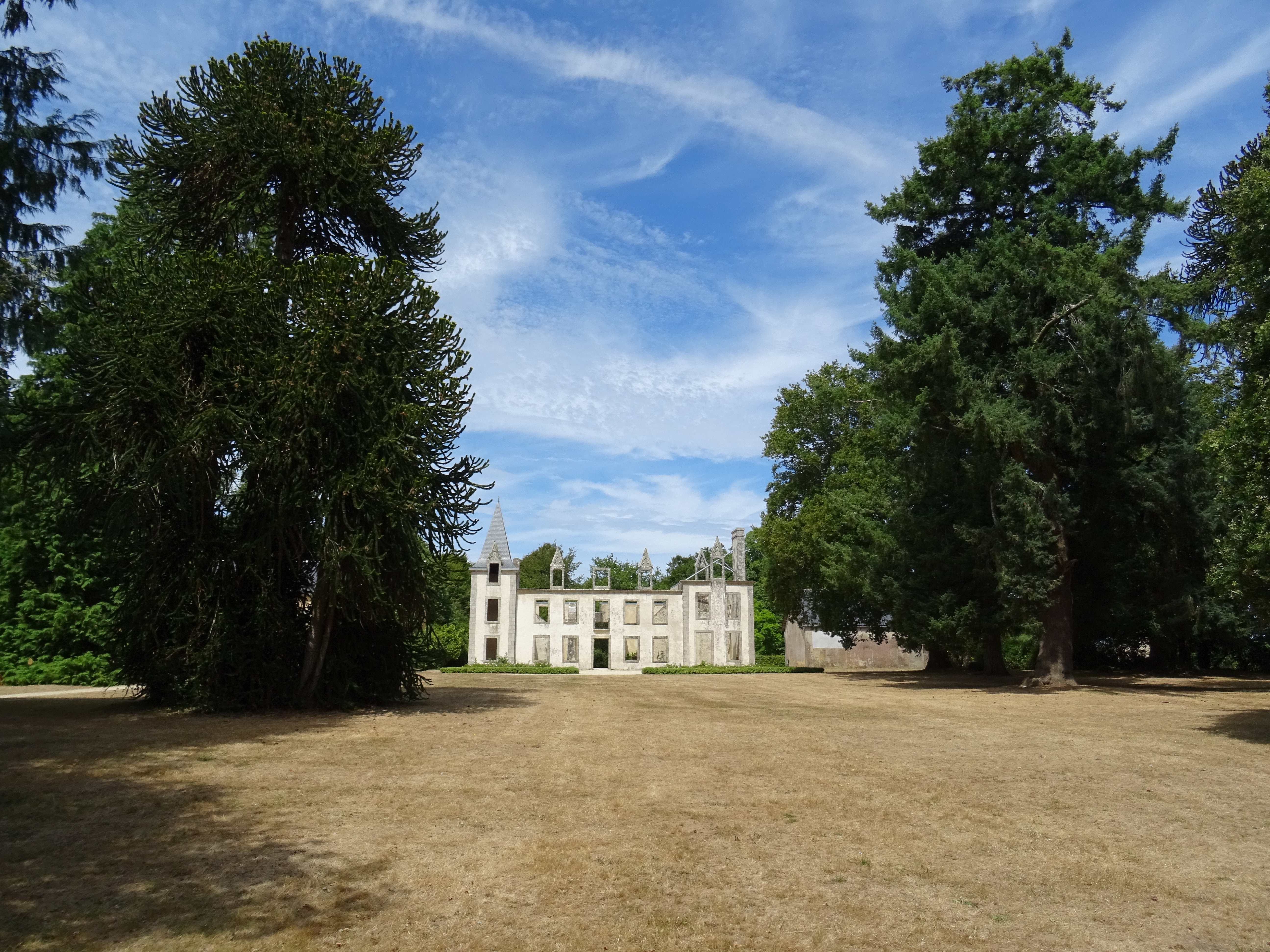
Le château du Lain dans son parc (château détruit par un incendie en 1992).

- le château du Verger (ou Vergier). Siège d'une seigneurie et propriété successive de Henry du Verger (en 1281), de Pierre du Verger (en 1396), de Silvestre du Verger (en 1448), de Louis du Leslay (en 1536), puis de la famille Le Prestre de Lezonnet (jusqu'à la Révolution). Il est inscrit à l'inventaire général du patrimoine culturel[68] ;

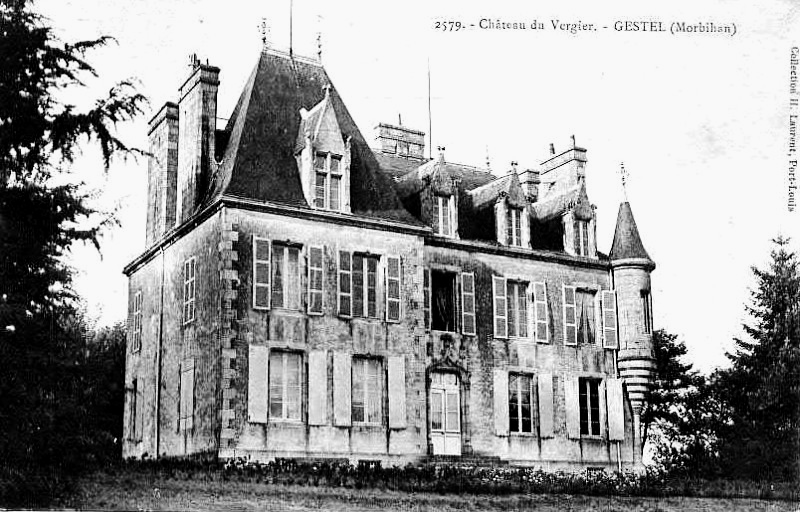
Le château du Verger (Vergier) au début du XXe siècle (carte postale vers 1910).

- le manoir du Verger date du XVe siècle, il est inscrit à l'inventaire général du patrimoine culturel[69] ;
- le château de Kerguesténen, date du XIXe siècle, il est détruit en 1944. Il est inscrit à l'inventaire général du patrimoine culturel[70].

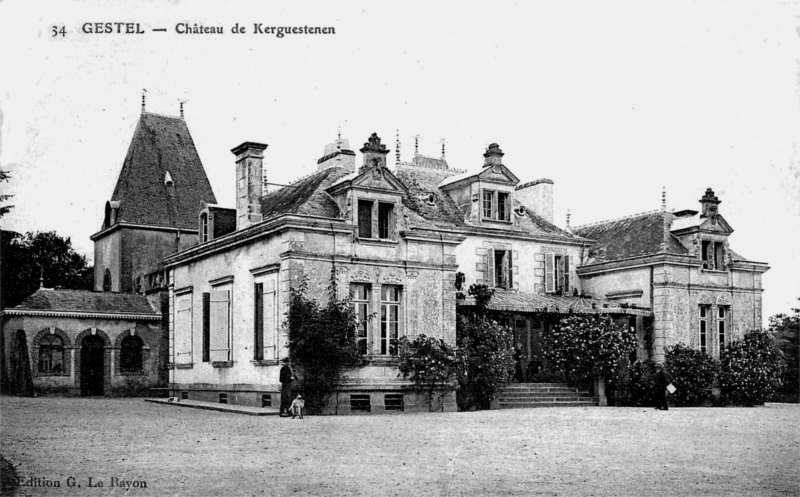
Le château de Kerguesténen au début du XXe siècle ; détruit en 1944 (carte postale).

- Maisons, fermes et hôtels du XVIIIe au XXe siècle ;

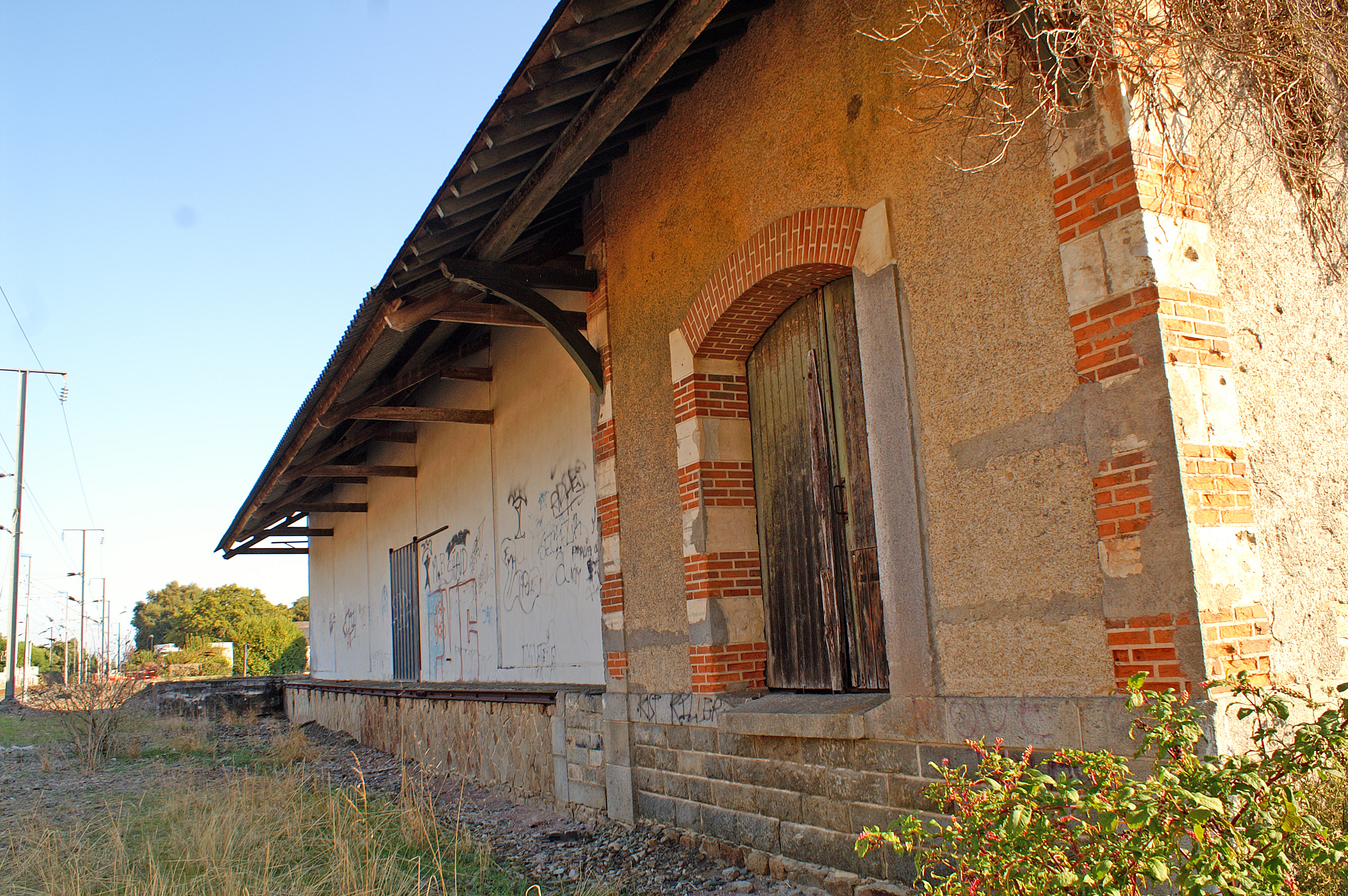
Ancienne halle à marchandises de la Gare ferroviaire (1863, allongée après-guerre).

- la gare ferroviaire, 1863. Les bâtiments principaux n'existent plus, mais reste visible, partiellement, la halle à marchandises qui sera détruite en 2012 pour être remplacée par des logements sociaux. L'ensemble a été dessiné par l'architecte Vestier pour la Compagnie du chemin de fer de Paris à Orléans, et est conforme au style développé pour seize des gares de la ligne, c'est-à-dire avec une alternance de lignes rouges et blanches réalisées en alternant briques et tuffeau ;
- la fontaine de la chapelle Sainte-Flamine, XIXe siècle.

## Tradition
- Le Pardon des nourrices : ce pardon, dit aussi "Pardon de Kergornet", se tenait  près de la fontaine de dévotion chaque 1er mai ; toutes les nourrices s'y rendaient en pèlerinage et se faisaient couler de l'eau de la fontaine dans leur manche pour savoir si elles auraient beaucoup de lait, puis, après les vêpres, participaient à une procession qui, partant de l'église de Gestel, venait à cette fontaine avec la statue de sainte Kergornet, patronne des futures nourrices, où le clergé procédait à une bénédiction ; les nourrices buvaient l'eau de la fontaine, s'y lavaient et se frottaient les seins avec des cailloux ramassés à proximité[71].

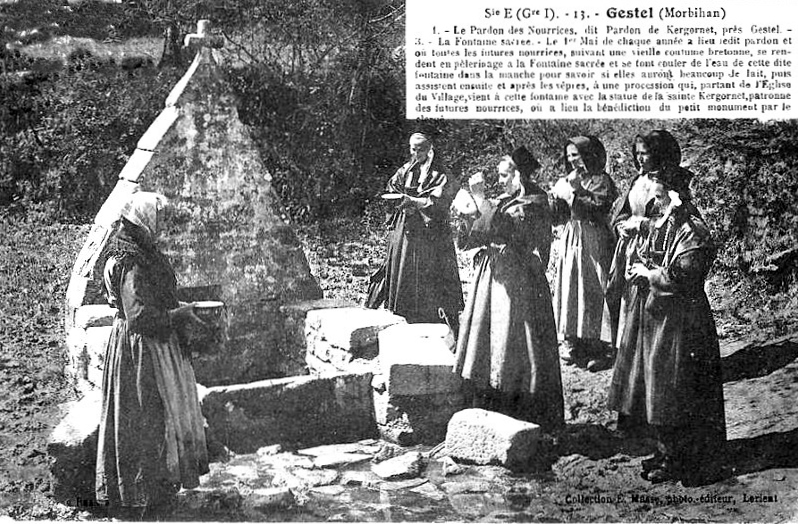
Le "Pardon des nourrices" de Kergornet 1 (carte postale).
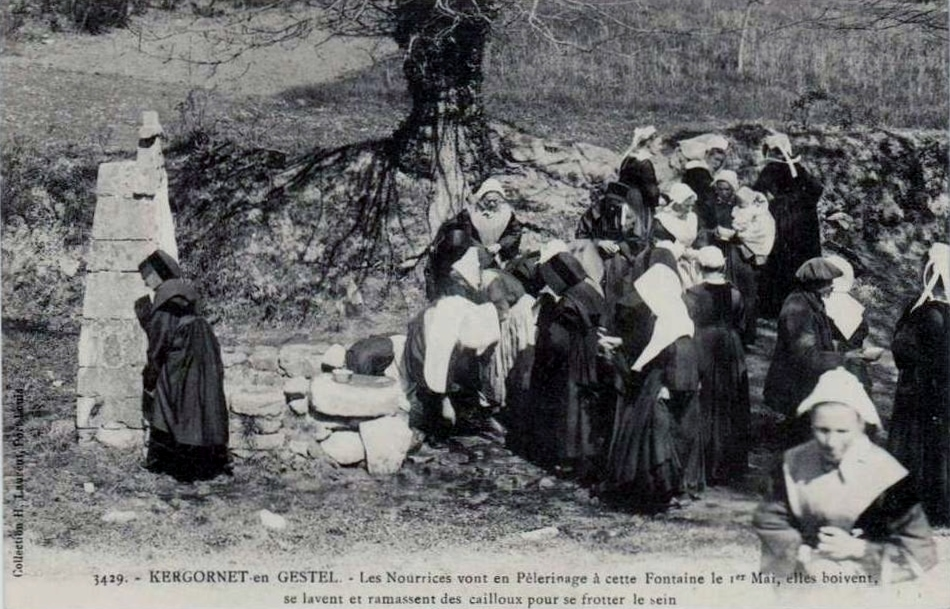
Le "Pardon des nourrices" de Kergornet 2 (carte postale).
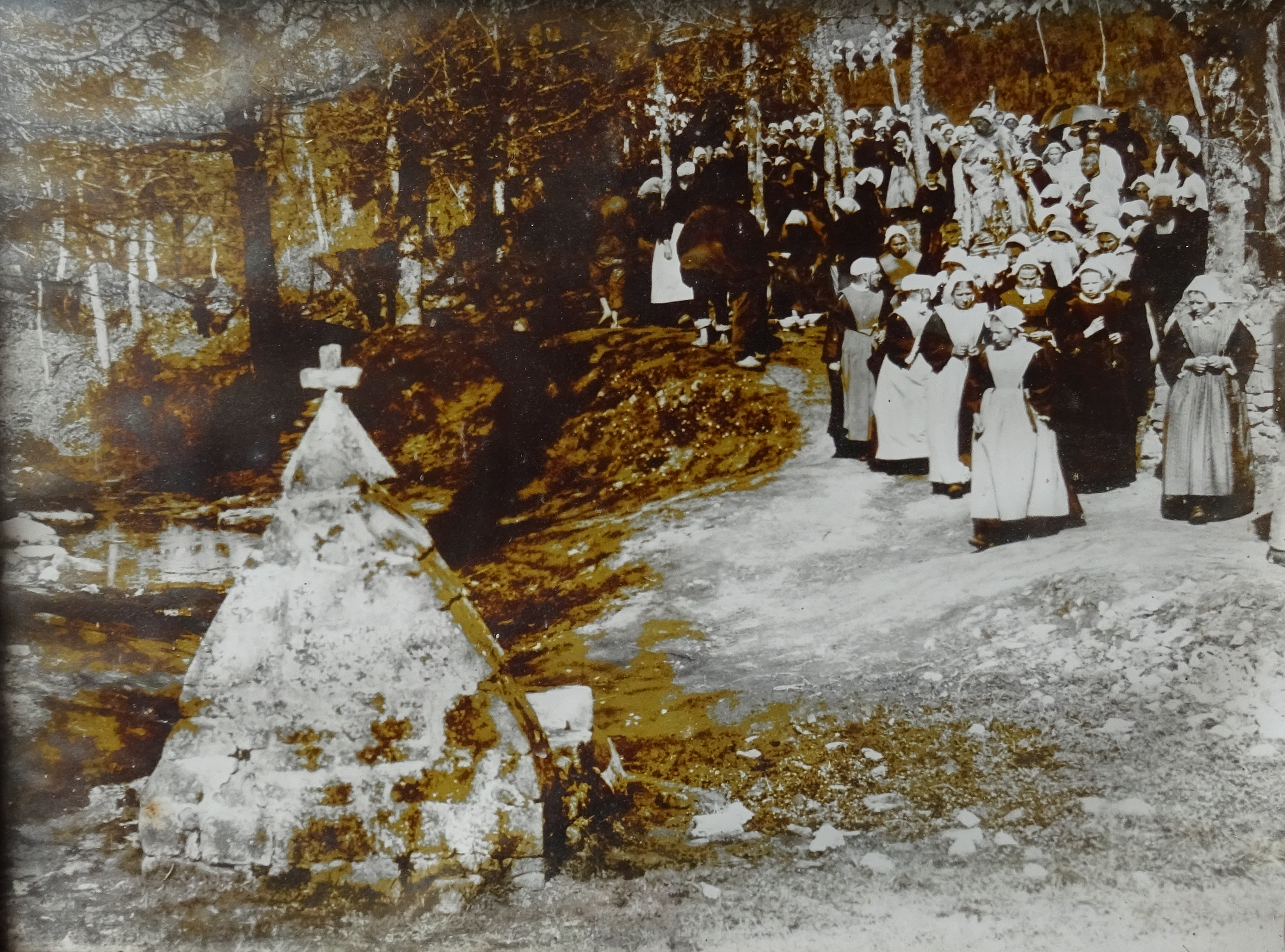
La procession du "Pardon des nourrices" à la fontaine de Kergornet au début du XXe siècle.